# Собор Монреале
Собор в честь Рождества Пресвятой Богородицы города Монреале (итал. Duomo di Monreale или Santa Maria Nuova) — архиепископский кафедральный собор, расположенный в Монреале — пригороде Палермо. Важный памятник арабо-норманнской архитектуры, заложенный сицилийским королём Вильгельмом II Добрым. Известен своим великолепным циклом мозаик на темы Ветхого и Нового Завета, относящимся к XII веку. 3 июля 2015 года внесен ЮНЕСКО в список объектов всемирного культурного наследия.

## История собора

### Собор Монреале в царствование Вильгельма II Доброго

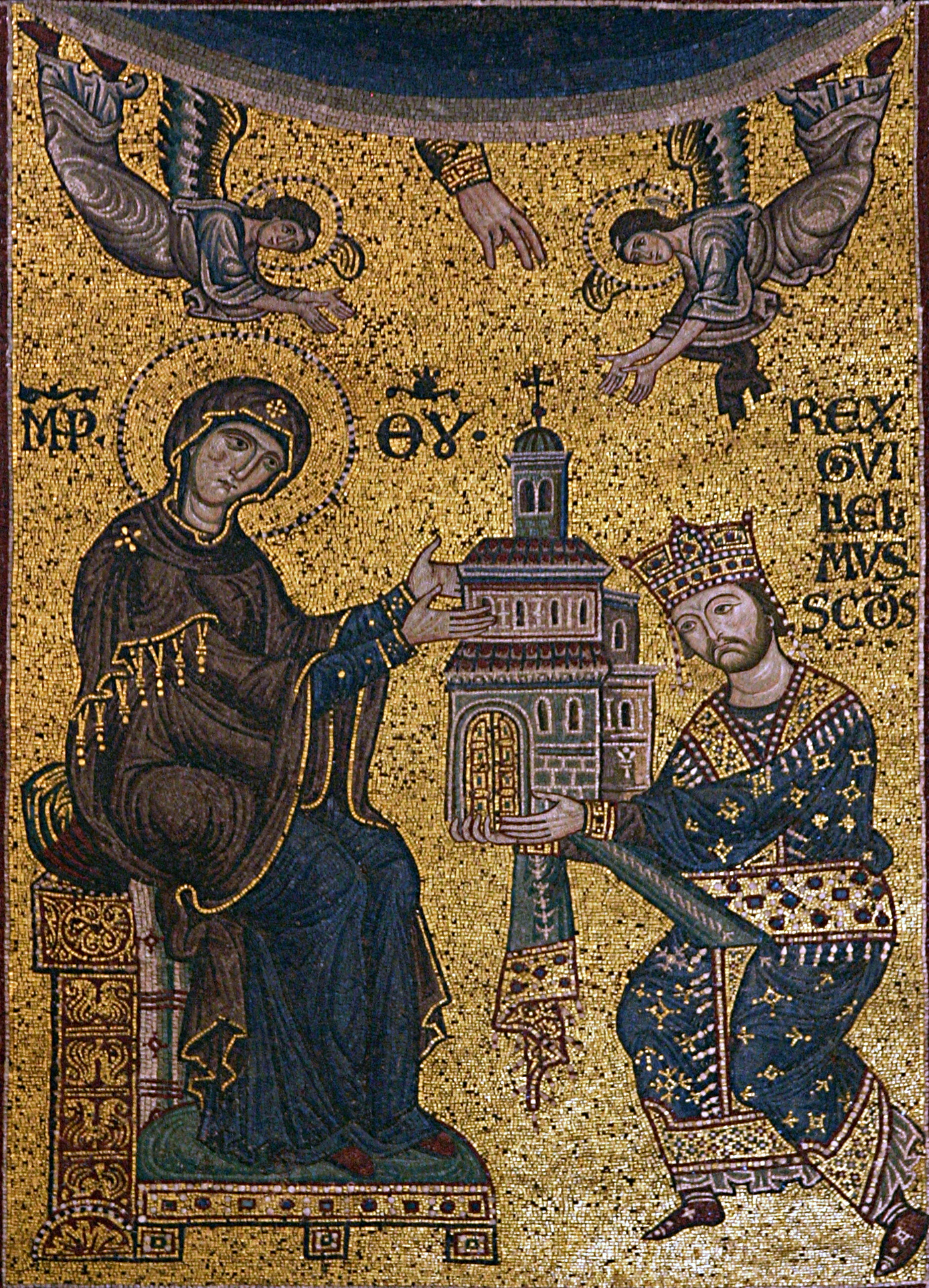
Вильгельм II преподносит собор Монреале в дар Богородице — мозаика над архиепископским троном в соборе

Строительство собора и примыкающего бенедиктинского монастыря в честь Успения Пресвятой Богородицы началось в 1174 году по повелению Вильгельма II Доброго. По позднейшей легенде, молодому королю во сне явилась Богородица и указала место, где его отец Вильгельм I Злой скрыл значительные сокровища. Этим местом было поселение на возвышающейся над Палермо в семи километрах от города горе Монте-Капуто, бывшей любимым местом охоты арабских эмиров и сменивших их норманнских королей.
Благодаря значительным средствам, накопленным в королевской казне в результате сбора штрафов и «искупительных денег», наложенных Вильгельмом Злым на мятежные города после 1161 года, а также мирному царствованию самого Вильгельма Доброго, строительство собора и монастыря продвигалось быстро. В 1176 году во вновь основанный монастырь прибыли первые сто иноков из салернской обители Ла-Кава, а в 1183 году здание собора было завершено. В течение шести лет (1183-1189) внутренние стены собора были покрыты 130 мозаиками общей площадью около 10 тысяч м², образующими один из самых больших мозаичных циклов в мире. В 1183 году в соборе была погребена мать Вильгельма II Маргарита Наваррская, а затем сюда были перенесены останки отца и братьев Вильгельма II — Вильгельма I, Рожера Апулийского и Генриха Капуанского. В соответствии с волей Вильгельма II его тело было также погребено в соборе.

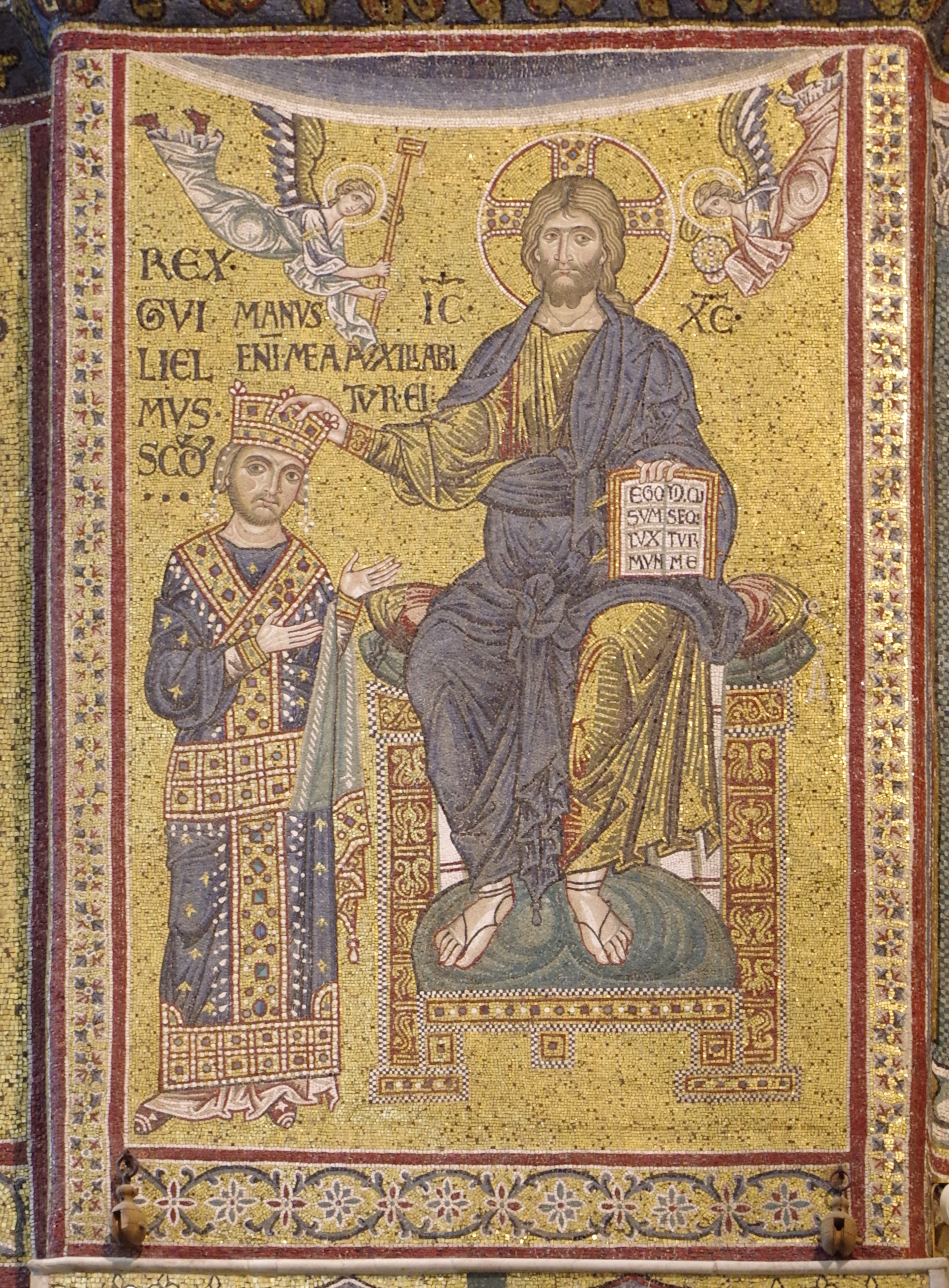
Христос коронует Вильгельма II — мозаика над королевским троном в соборе

К концу царствования Вильгельма II здание собора приобрело большей частью современный облик. Западный фасад (позднее закрытый портиком) и наружная часть апсиды были украшены декором в виде ложных арок из рыжей лавы. Южная башня фасада была полностью завершена и увенчана шпилем (впоследствии утрачен), северная — осталась недостроенной.
Одновременно со строительством нового собора и монастыря Вильгельм II предпринял меры по повышению ранга строящейся обители. Одной из возможных причин возвышения Монреале в католической иерархии стало стремление Вильгельма II превзойти своего деда Рожера II в церковном строительстве. Новый собор в Монреале действительно превзошёл основанные Рожером II собор в Чефалу, Палатинскую капеллу и обитель Сан-Джованни-дельи-Эремити (две последние находятся в Палермо) и размерами, и богатством внутреннего убранства. Другой возможной причиной стало желание короля ослабить архиепископа Палермо Уолтера Милля, приобретшего после изгнания Стефана дю Перша (1168) большое влияние на государственные дела. Основание новой независимой от Палермо епархии поблизости от столицы и подчинение Монреале ряда сицилийских епископов позволило Вильгельму II выйти из-под назойливого влияния Уолтера Милля.
Папа Александр III, нуждавшийся в поддержке Сицилийского королевства в своей борьбе с Фридрихом Барбароссой и римскими горожанами, поддержал начинание Вильгельма II. В 1174 году только что основанный монастырь был папской буллой провозглашён «praelatura nullius», то есть выведен из-под власти местного епископа и подчинён непосредственно папскому престолу. В 1176 году первый настоятель обители аббат Теобальдо был возведён в сан епископа. 5 февраля 1183 году преемник Александра III Луций III возвёл Монреале в ранг архиепархии и подчинил ему епископов Катании и Сиракуз. Таким образом, ещё не завершённый собор Монреале стал в 1183 году кафедральным для значительной архиепархии. Монреале оставался крупным архидиоцезом вплоть до XIX века. В 1844 году самостоятельной архиепископией стали Сиракузы, в 1860 — Катания. В 2000 году Монреале, сохранив почётный статус архиепархии, стал суффраганом митрополии Палермо. Формальным основанием для столь значительного возвышения Монреале стал тот факт, что на месте Монреале в арабскую эпоху находилась маленькая церковь Айа-Кириака, в которой находилась кафедра греческого архиепископа Палермо.

### Период с 1189 по 1270 годы

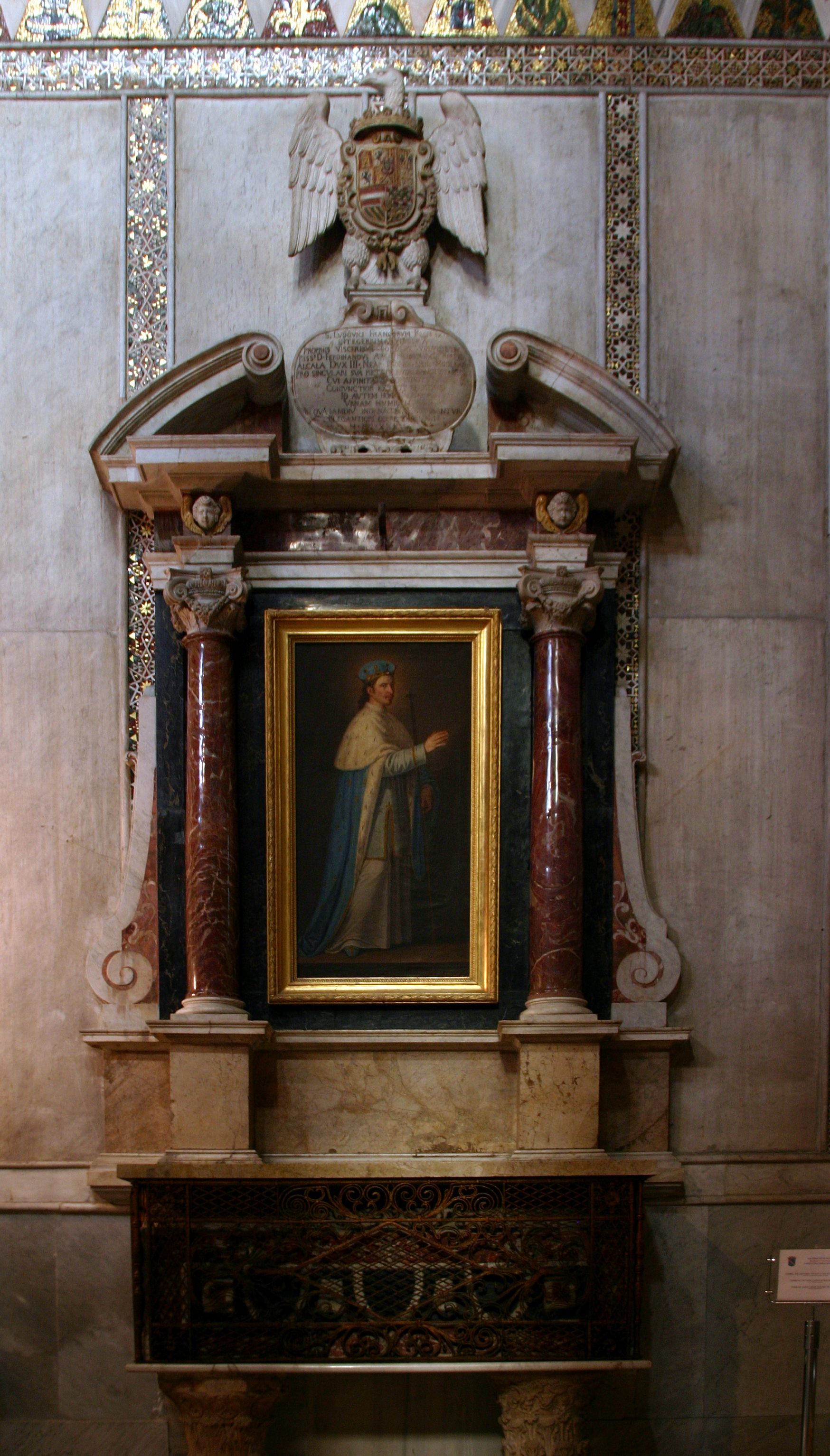
Алтарь с частью мощей Людовика Святого в соборе Монреале

После смерти Вильгельма II последовали годы неурядиц, связанных с бурным царствованием Танкреда, воцарением Генриха Гогенштауфена и беспорядками первых лет правления юного Фридриха II. Результатом стало прекращение финансирования строительства собора из королевской казны, и работы продолжались медленными темпами. Собор был освящён только в царствование Карла Анжуйского в 1267 году, спустя 93 года после начала работ, епископом Альбано Рудольфо в присутствии папы Климента IV. Теперь собор был освящён уже в честь Рождества Пресвятой Богородицы.
В 1270 году в соборе был погребён умерший во время Восьмого крестового похода французский король Людовик Святой, брат Карла Анжуйского. Впоследствии тело святого короля было перенесено в Сен-Дени, но в Монреале осталась урна с его сердцем и внутренностями.

### Перестройки XV—XVIII веков
Хоть и освящённый в 1267 году, собор в Монреале продолжал достраиваться в последующие столетия. В XV веке к собору была пристроена ризница, в XVI — палермитанским мастером Бальдассаре Масса был выложен пол из белого таорминского мрамора с порфировыми и гранитными вставками. В 1547 году к северной стене собора был пристроен ренессансный боковой портик работы Джованни и Фацио Гаджини. В 1595 году архиепископ Монреале Лодовико II де Торрес устроил в южной ветви трансепта капеллу святого Кастренция (Santo Castrense), в алтаре которой находятся мощи этого святого. В 1690-1692 годах симметрично ей в северной ветви трансепта по проекту иезуита Анджело Италия ди Ликата была устроена барочная капелла Распятия.
В 1658 году при архиепископе Альфонсо Лос Камерос была снесена алтарная преграда, ранее отделявшая пресбитерий от главного нефа, а также остеклены оконные проёмы в боковых нефах (ранее они были закрыты перфорированными свинцовыми панелями). В результате открылась перспектива мозаик главной апсиды и улучшилось освещение собора, что позволило «открыть» для зрителей значительную часть мозаик, ранее тонувших в полумраке собора.
24 декабря 1770 года обрушился сооружённый в XII веке западный портик. На его месте по проекту Антонио Романо палермский скульптор Игнацио Марабитти построил новый изящный портик, нарушивший стилистическое решение западного фасада в норманнском духе.

### Пожар 1811 года и реставрация

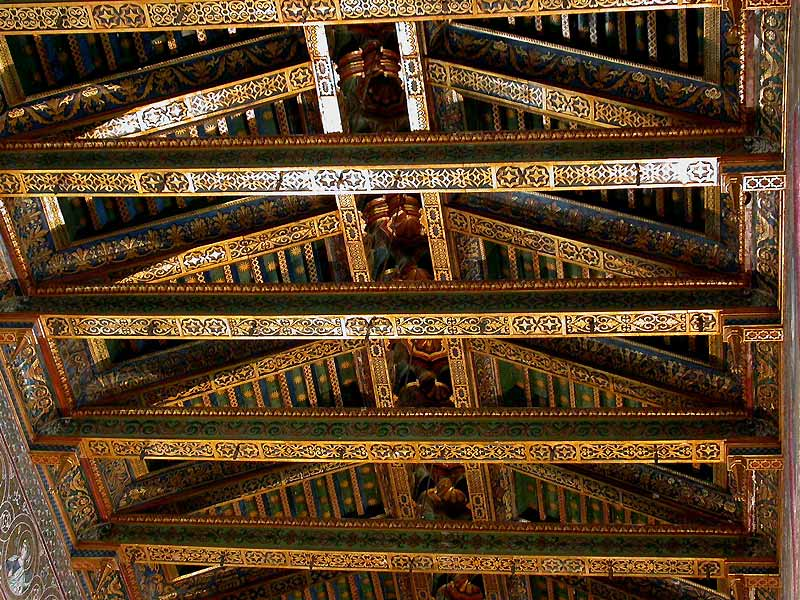
Восстановленный после пожара 1811 года фатимидский потолок собора

В начале XIX века собор Монреале пережил две крупных катастрофы. В 1807 году в результате удара молнии была повреждена южная (правая) башня, потерявшая шпиль, который так и не был восстановлен. 11 ноября 1811 года по небрежности служки в здании вспыхнул разрушительный пожар: огнём были полностью уничтожен оригинальный фатимидский потолок работы арабских мастеров, серьёзно повреждены мозаики и королевские надгробья. Реставрация заняла несколько десятилетий: арабский потолок воссоздан по сохранившимся рисункам, мозаики и саркофаги Вильгельма I и Вильгельма II восстановлены в прежнем виде.
Несмотря на многочисленные изменения в последующие века, собор во многом сохранил свой вид XII века и является поэтому важнейшим архитектурным памятником норманнской архитектуры.

## Здание
Кафедральный собор Монреале входит в особую группу сицилийских памятников — она характеризуется неповторимым смешением различных культур: норманнской (североевропейской), местной (ведущей свою историю с античности), комниновского возрождения (Византия, чрезвычайно мощное артистическое воздействие) и исламского искусства.
Монреальский собор сочетает две главные тенденции южноитальянской архитектуры — суровая мощь и праздничное великолепие.

## Фасад

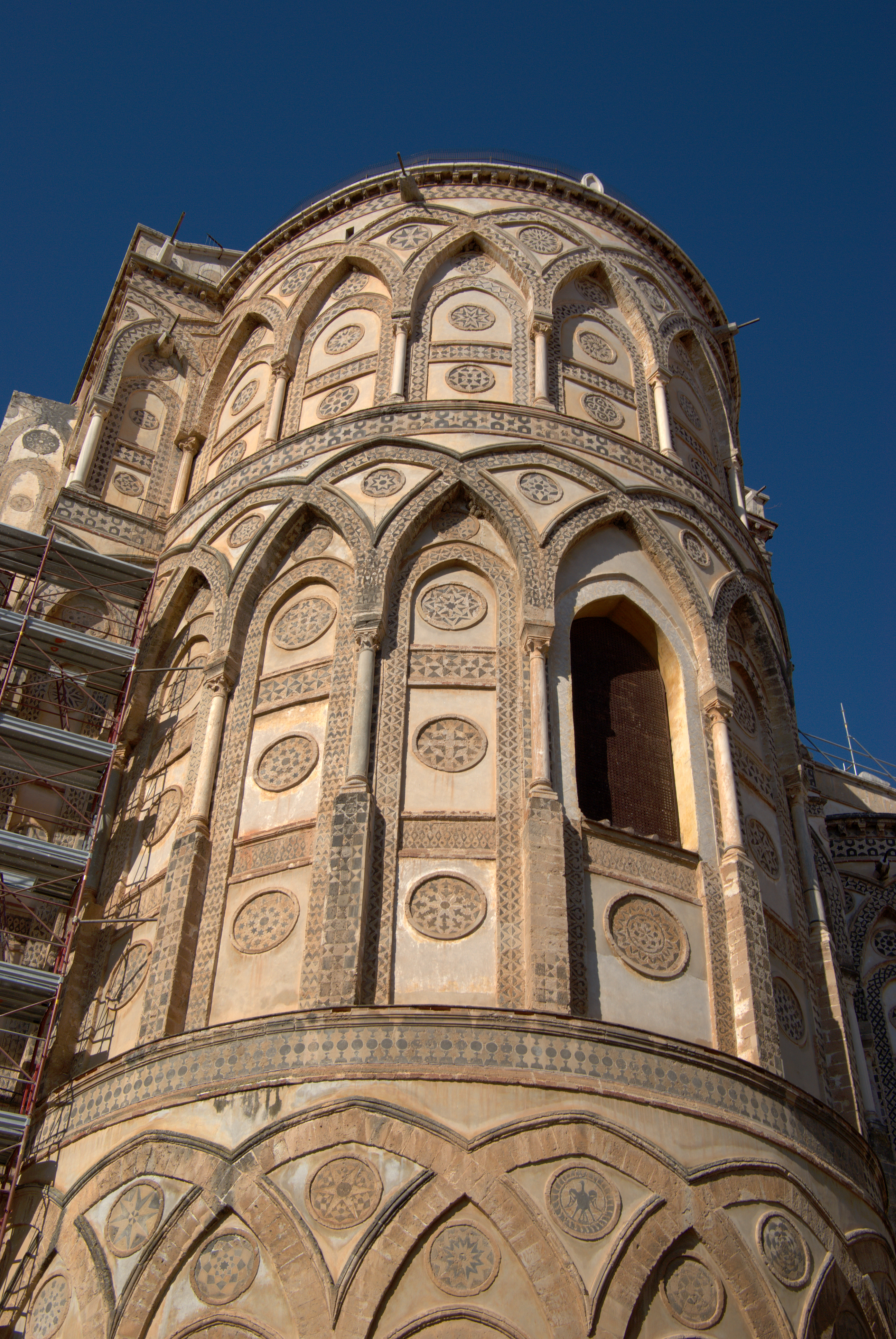
Апсида собора с ложными арками и инкрустациями

Наружные стены обращённой на восток апсиды украшены заимствованным из арабского искусства мотивом из переплетающихся ложных арок и инкрустаций из рыжей лавы и вулканического туфа. Переплетение накладных стрельчатых арочек образует прихотливый орнаментальный узор, что создаёт ритмическую дробность форм и способствует достижению декоративно-зрелищного эффекта. Этот типично арабский декор был усвоен норманнским архитекторами и присутствует и в других крупных норманнских соборах Сицилии — в Палермо и Чефалу, но именно в Монреале этот декор достиг своего совершенства. Основными оттенками являются коричнево-жёлтый цвет лавы и серо-чёрный — туфа, кроме того, разнообразие вносят горизонтальные вставки красного кирпича и белой штукатурки. Узор из переплетающихся арок состоит из трёх горизонтальных рядов в главной апсиде и двух — в боковых апсидах. Ширина ложных арок во всех рядах одинакова, а высота арок увеличивается с каждым более высоким рядом. Благодаря этому приёму создаётся впечатление утончённости и воздушности конструкции апсид.

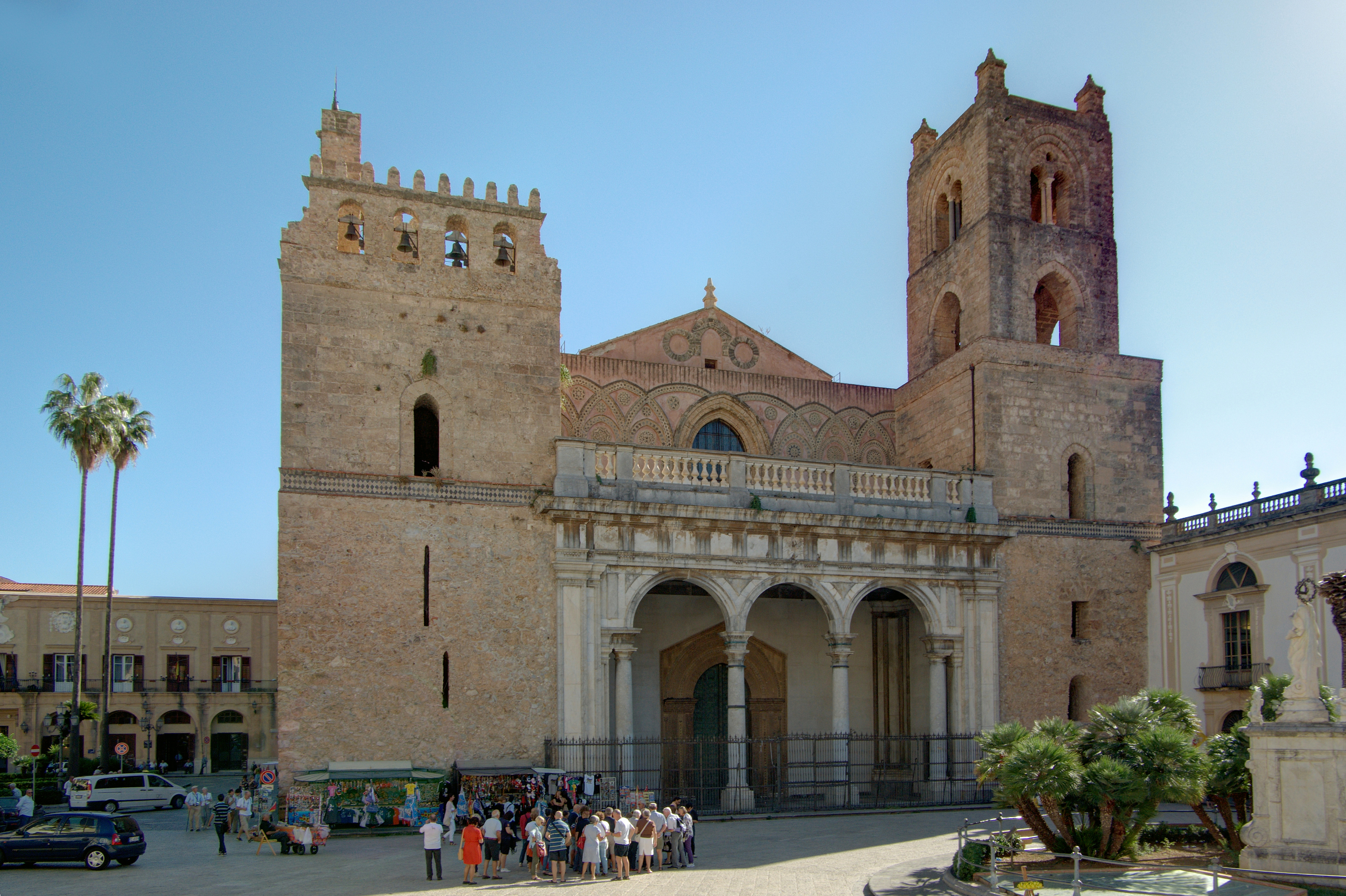
Главный (западный) фасад

Этот же мотив повторён на главном — западном фасаде собора. Пристроенный в XVIII веке западный портик частично скрыл этот декор, так что в настоящее время ложные арки из лавы присутствуют на западном фасаде только в верхней части.
Западный фасад собора ограничен в пространстве двумя мощными башнями, что напоминает внешний облик более раннего собора в Чефалу. Эти башни заимствованы из романской архитектуры заальпийских стран, однако они превосходят свои прототипы грузностью, тяжеловесностью и суровым лаконизмом форм.

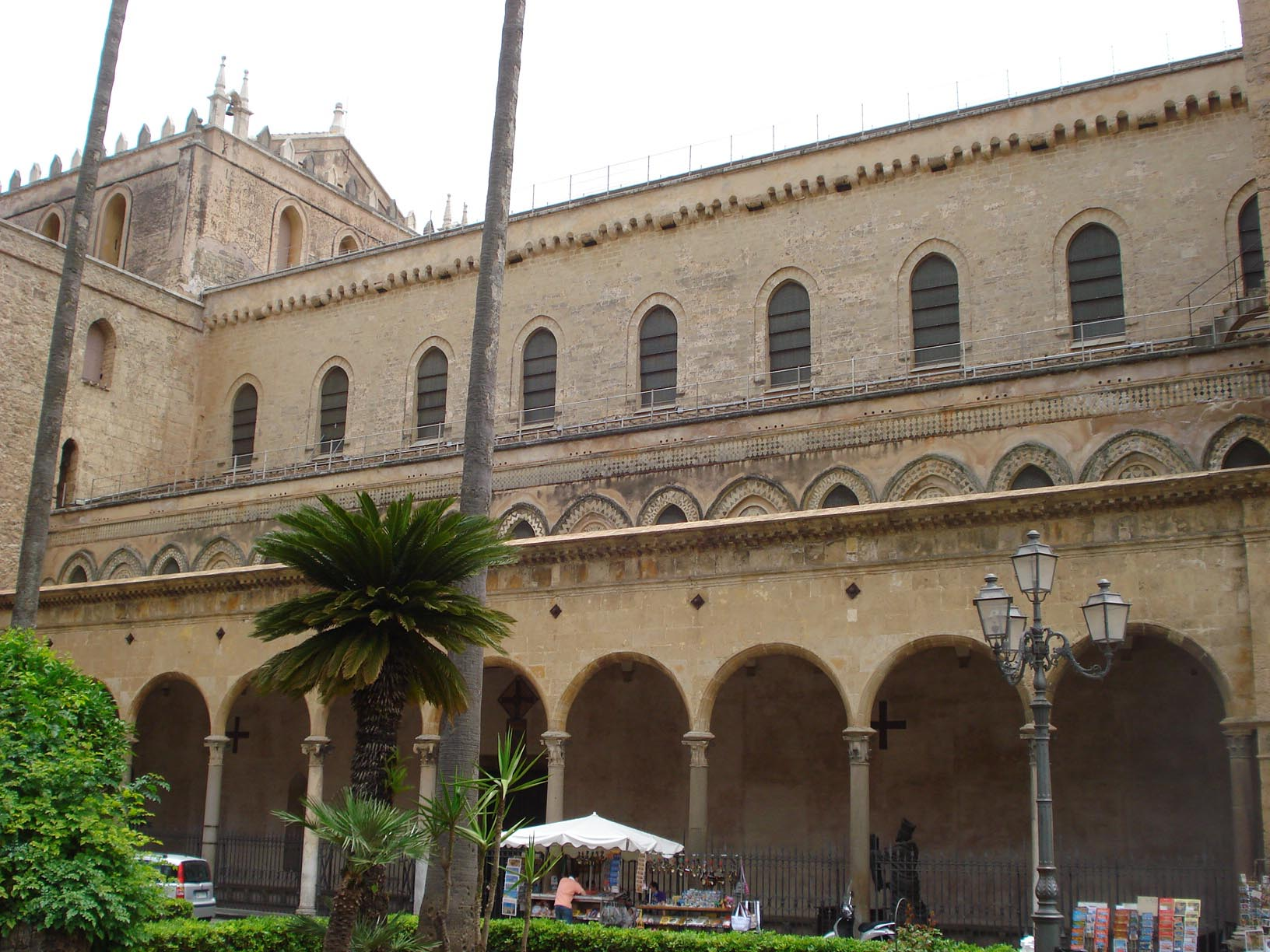
Северный фасад собора с портиком Гаджини

Левая (северо-западная) башня так и не была достроена, а в 1664 году на ней установили зубчатую колокольню. Правая (юго-западная) башня сохранилась со времени Вильгельма II Доброго за исключением венчавшего её шпиля, уничтоженного ударом молнии в 1807 году и так и не восстановленного. В результате западный фасад собора оказался несимметричным. Существовавший здесь четырёхколонный портик обрушился 24 декабря 1770 года и был заменён на новый, обладающий прекрасными пропорциями, исполненный по проекту Антонио Романо скульптором Игнацио Марабитти. Три полукруглые арки портика покоятся на четырёх колоннах с дорическими капителями. Новый портик нарушил, с одной стороны, типично норманнский облик собора, а, с другой стороны, придал целостность несимметричному фасаду.
Северный фасад собора был существенно изменён в 1547 году, когда к нему был пристроен ренессансный портик работы Джованни и Фацио Гаджини. Портик образован из одиннадцати арок, покоящихся на двенадцати тонких колоннах. Капители коринфского ордера гармонируют с тонкими колоннами, придавая конструкции лёгкость и изящество. Над центральной аркой помещён герб семьи Фарнезе, из которой происходил кардинал Алессандро Фарнезе, во время архиепископства которого был устроен портик.
Южный фасад собора выходит на сохранившийся норманнский клуатр монастыря, являющийся сам по себе важным архитектурным памятником.

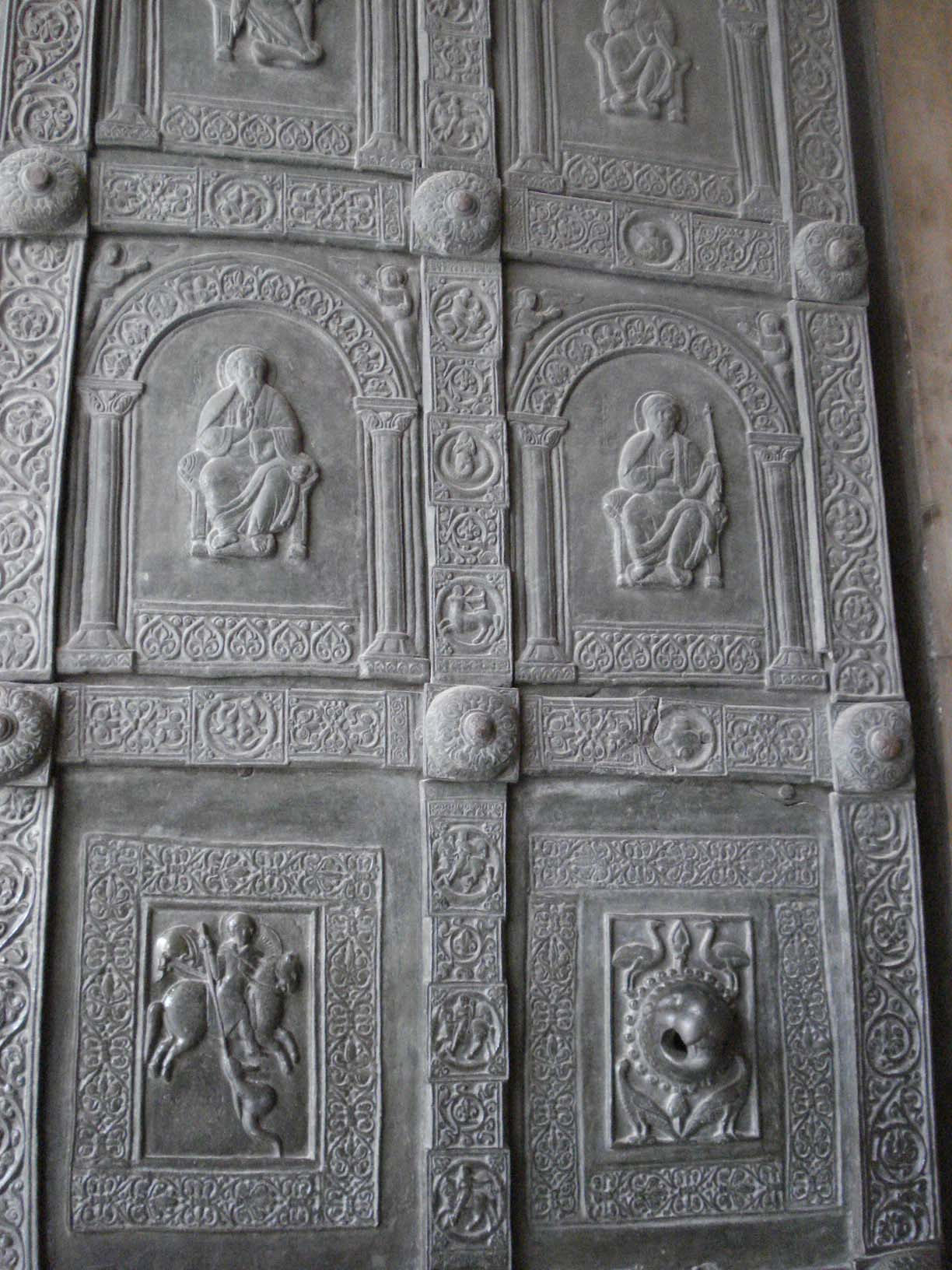
Фрагмент северного портала

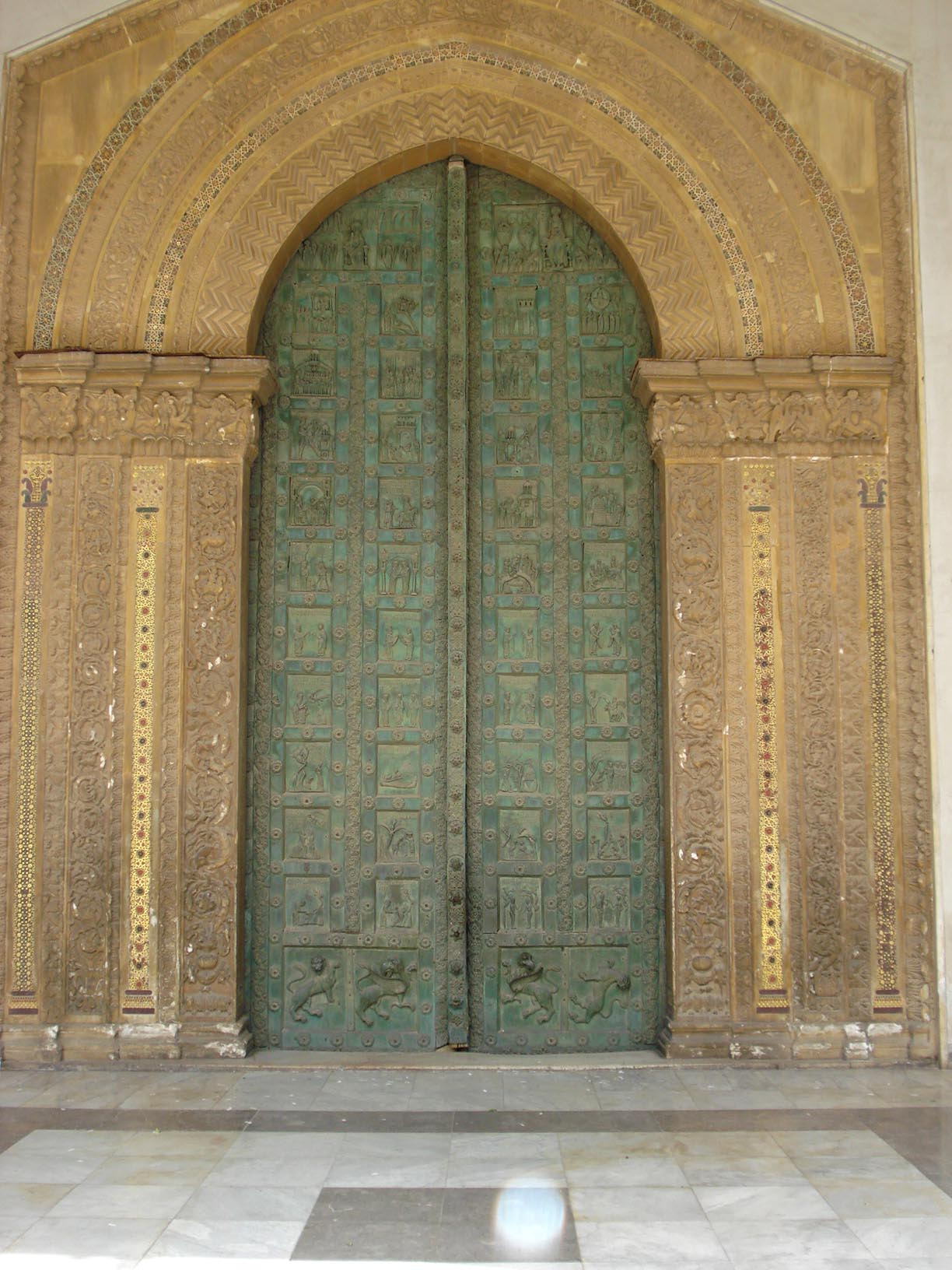
Западный портал собора работы Бонанино Пизани

Примечательны главные (западные) и боковые (северные) бронзовые врата собора. Они являются первыми на Сицилии и одними из первых в Южной Италии вратами итальянского, а не византийского происхождения.
Северный портал изготовлен в 1186 году южноитальянским мастером Баризано из Трани, а барельефы ещё содержат типично византийские мотивы. Автор оставил своё имя на панели, изображающей святого Николая.
Западный портал был изготовлен Бонанино Пизано (то есть из Пизы) и доставлен на Сицилию морем. Он имеет 42 панно на темы Ветхого и Нового Заветов с надписями на вульгарной латыни, при этом панно гораздо более реалистичны и лишены византийских условностей. Сюжеты панно охватывают библейскую историю от сотворения Адама и Евы до Вознесения Христова. Врата увенчаны двумя панно с изображением Христа во славе (слева) и Богородицы в окружении Ангелов (справа). Нижние панно изображают пару львов (слева) и грифонов (справа). Здесь же автор оставил своё имя и год завершения работы. Западный портал Монреале высотой 7,8 метра и шириной 3,9 м является самым большим из сохранившихся в Западной Европе церковных врат XII века.

### Интерьер

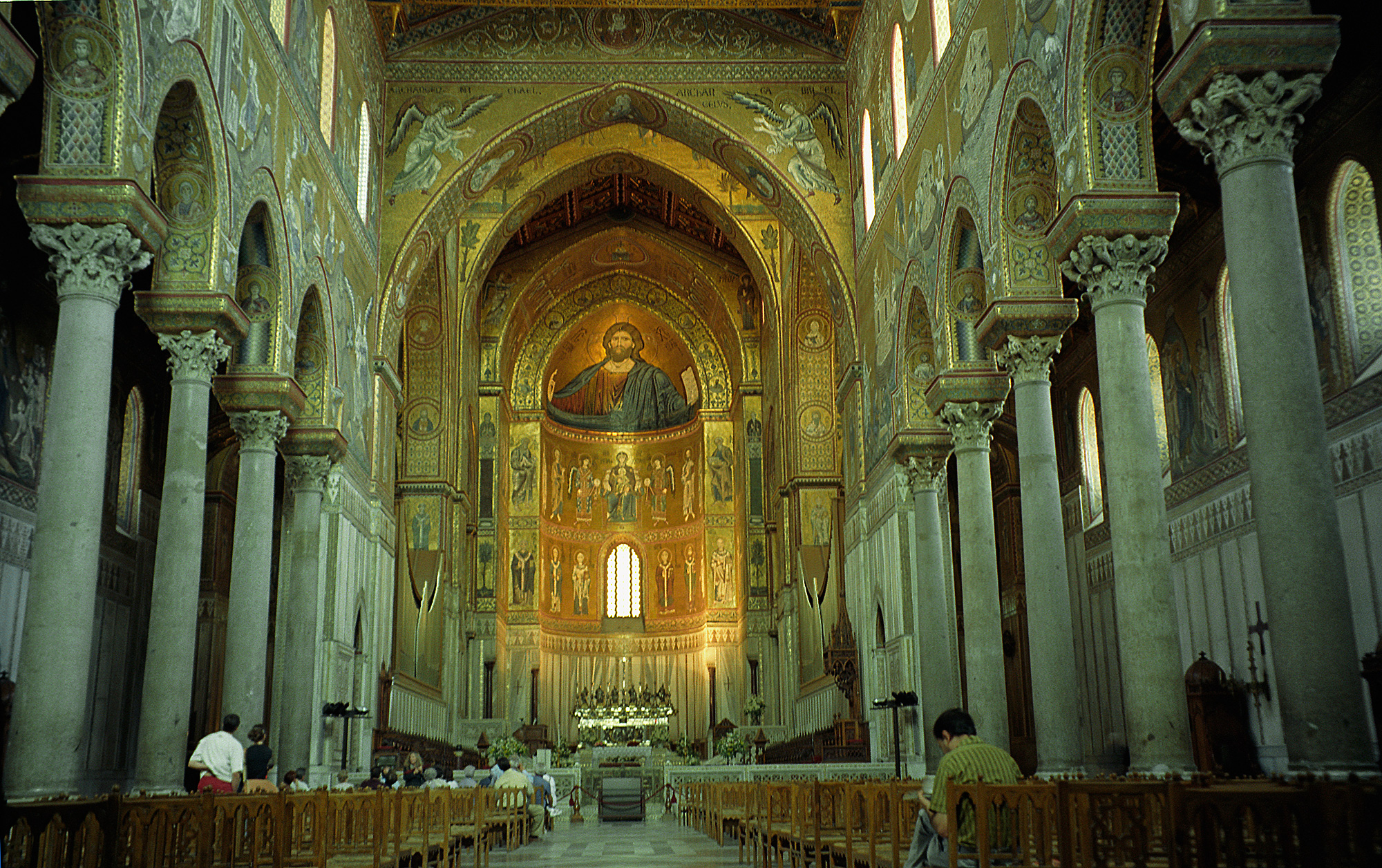
Главный неф и апсида собора

Собор представляет собой подобие трёхнефной итальянской базилики, но главный неф гораздо шире и выше боковых нефов. Главный неф завершается обширной апсидой с ценным алтарём французского ювелира Луи Валадье. Боковые приделы также заканчиваются апсидами, но уже меньшего размера.
Главный неф отделен от каждого из приделов девятью колоннами с резными капителями, на которых покоятся стрельчатые арки. Семнадцать из восемнадцати колонн собора выполнены из гранита, а одна (первая справа от главных западных врат) — из зелёного мрамора. Изначально эта единственная мраморная колонна была второй в правом ряду и только в 1837 году была перемещена на нынешнее место. Пространство над арками до кровли, а также западная стена собора с единственными вратами работы Бонанино Пизано, покрыты в три ряда мозаиками XII века.
Пол собора был выложен палермитанским мастером Бальдассаре Масса из белого таорминского мрамора с порфировыми и гранитными вставками.

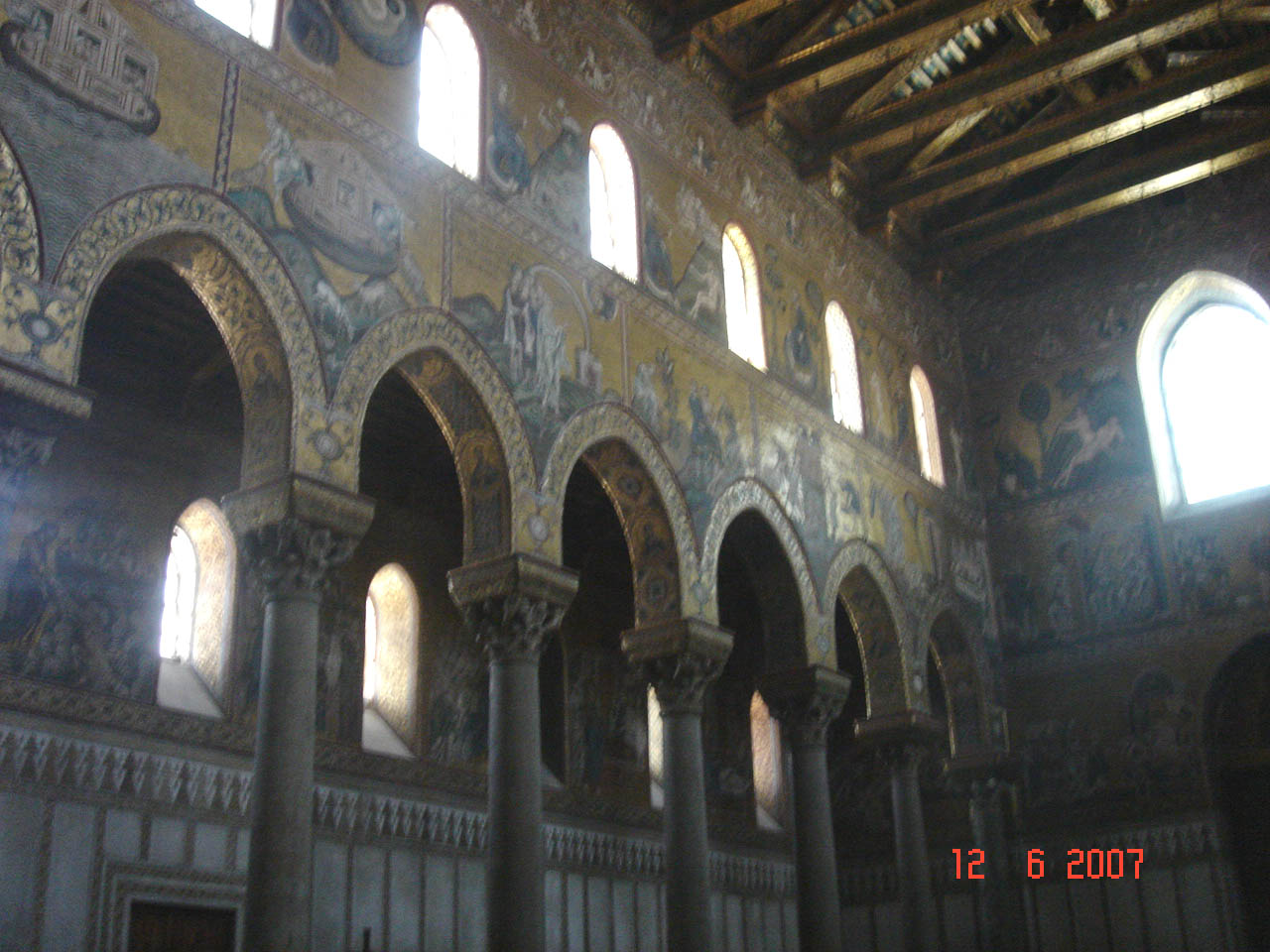
Мозаики нижнего ряда южной стены — история Ноя (продолжение)

Резные и богато украшенные деревянные перекрытия потолка были выполнены арабскими мастерами при Вильгельме Добром и напоминали потолки фатимидских мечетей Египта и Магриба. Оригинальный потолок был полностью уничтожен пожаром 11 ноября 1811 года и восстановлен по сохранившимся рисункам в первой половине XIX века.
В правой ветви трансепта в 1595 году архиепископ Монреале Лодовико II де Торрес устроил ренессансную капеллу в честь святого Кастренция — небесного покровителя Монреале. В алтаре капеллы под высоким балдахином почивают мощи святого Кастренция, переданные Вильгельму Доброму архиепископом Капуи в качестве свадебного дара. Лодовико Торрес выражал желание быть погребённым в основанной им капелле, но умер в 1609 году в Риме и похоронен там. В капелле находится только мраморная статуя архиепископа. В конце правой ветви трансепта существует вход в капеллу святого Бенедикта, в которой находятся мраморные барельефы работы Джованни Марино и Игнацио Марабитти.

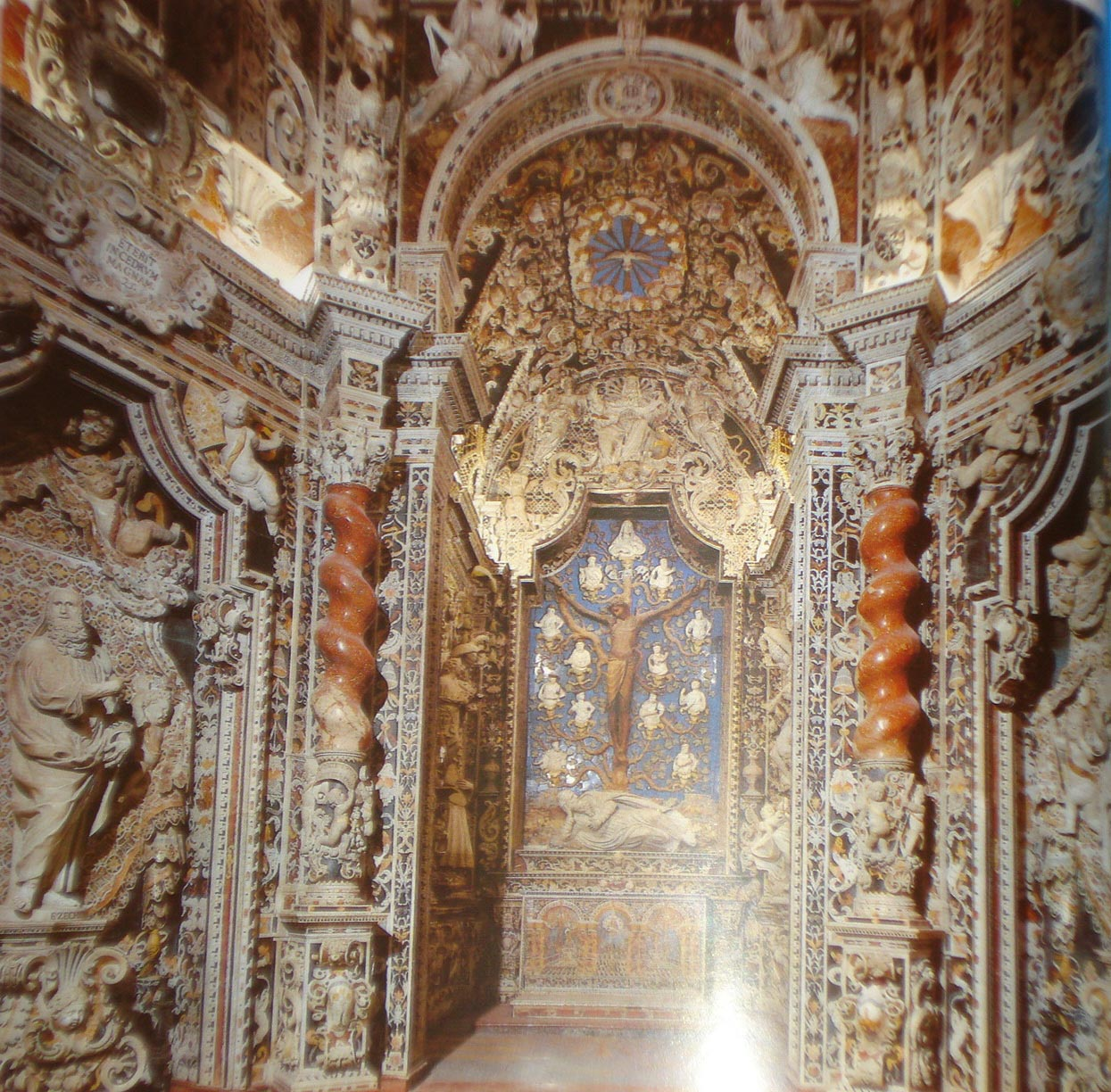
Барочная капелла Распятия

В левой части трансепта по проекту иезуита Анджело Италия ди Ликата в 1690-1692 годах была устроена барочная капелла Распятия, освящённая в 1692 году архиепископом Монреале Хуаном Роано.
В целом интерьер современного собора сохранил в значительной степени тот вид, который сложился к моменту смерти основателя — Вильгельма Доброго (1189). В интерьере собора перемешались черты романской архитектуры, арабского прикладного (потолки) и греческого церковного (мозаики) искусства. Более поздние пристройки находятся в ветвях трансепта и пространственно отделены от основного внутреннего пространства собора.

### Королевские захоронения

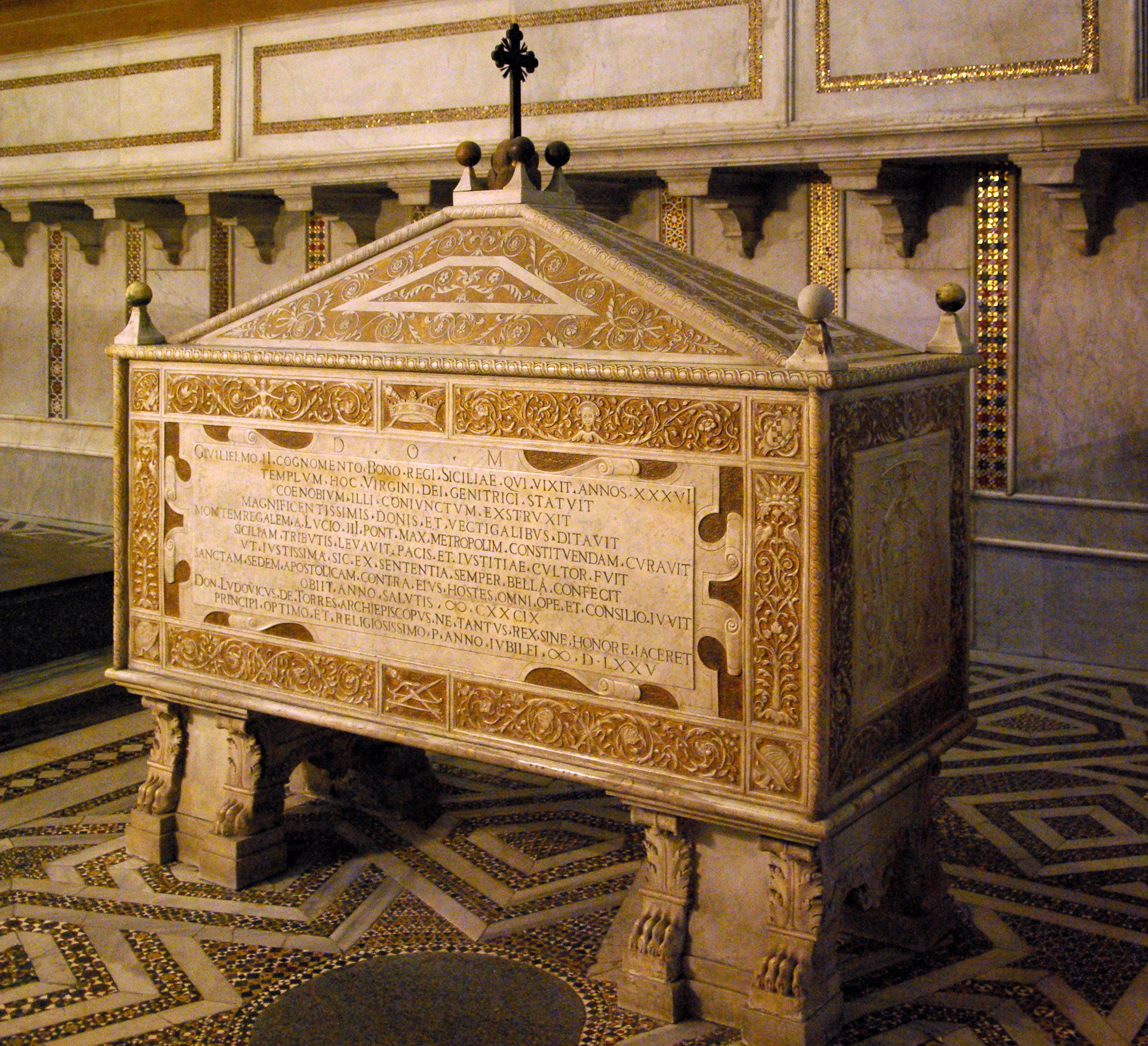
Саркофаг Вильгельма II Доброго (1575)

Вильгельм II Добрый изначально предназначал собор Монреале в качестве королевской усыпальницы. Сразу после завершения первого этапа строительства в 1183 году в соборе была погребена мать Вильгельма II Маргарита Наваррская. Вслед за этим в Монреале были перенесены останки отца короля — Вильгельма I Злого (из Палатинской капеллы в Палермо) и братьев — Рожера Апулийского (из собора Палермо) и Генриха Капуанского (из церкви Марии Магдалины в Палермо).
Смерть Вильгельма II Доброго, не оставившего наследников, и развернувшаяся борьба за престол чуть было не помешали исполнению желания самого Вильгельма II быть похороненным в Монреале. Могущественный архиепископ Палермо Уолтер Милль приказал поместить саркофаг короля в соборе Палермо. После долгой борьбы за королевский гроб между архиепископами Палермо и Монреале останки Вильгельма II всё-таки упокоились в соборе Монреале, но первоначальный саркофаг остался в Палермо и был впоследствии утрачен.

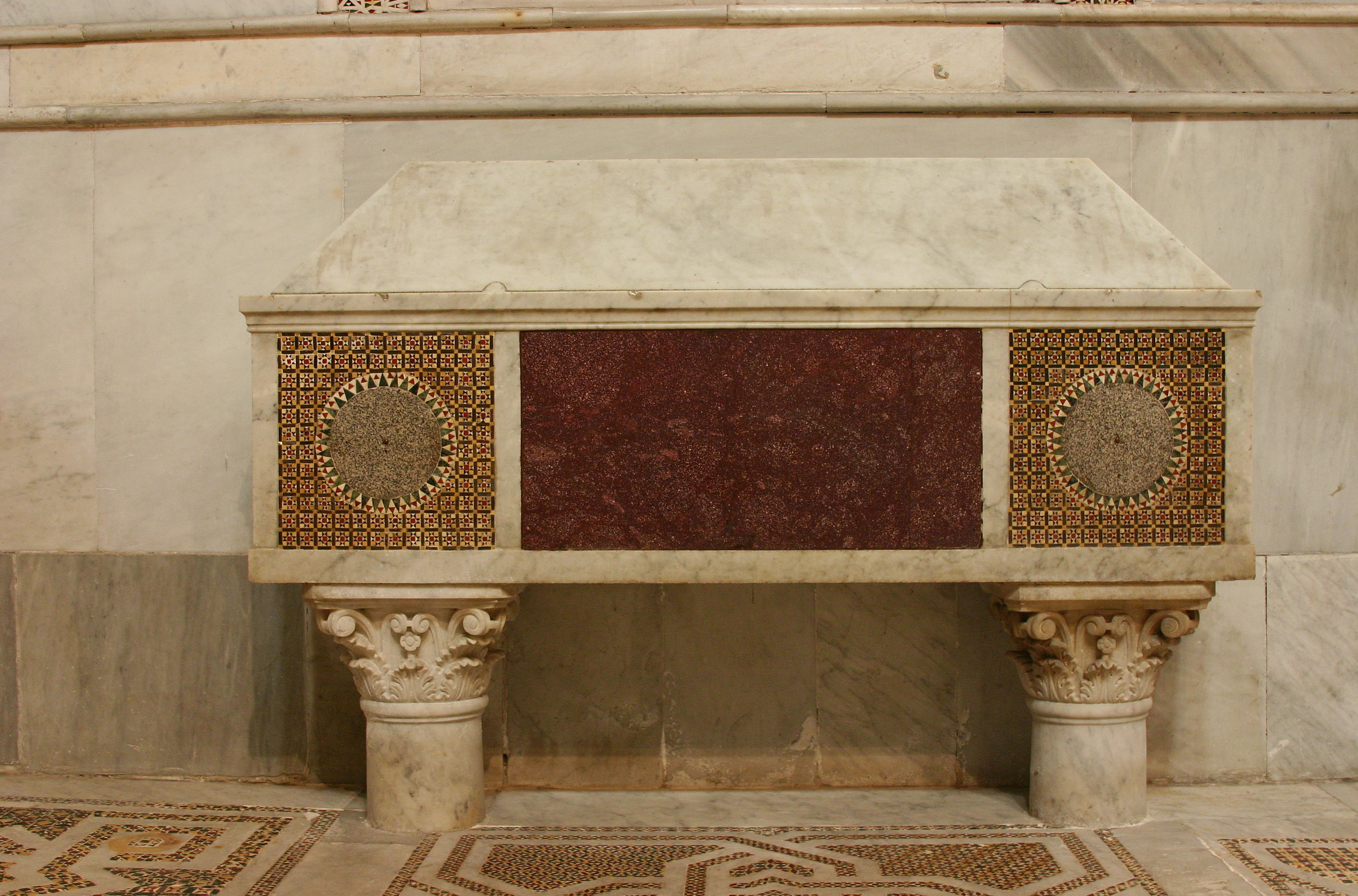
Гробница Маргариты Наваррской

Гробницы Маргариты Наваррской и её сыновей Рожера и Генриха находятся в северном приделе собора. Они были серьёзно повреждены во время пожара 1811 года и небрежно восстановлены в начале XX века.

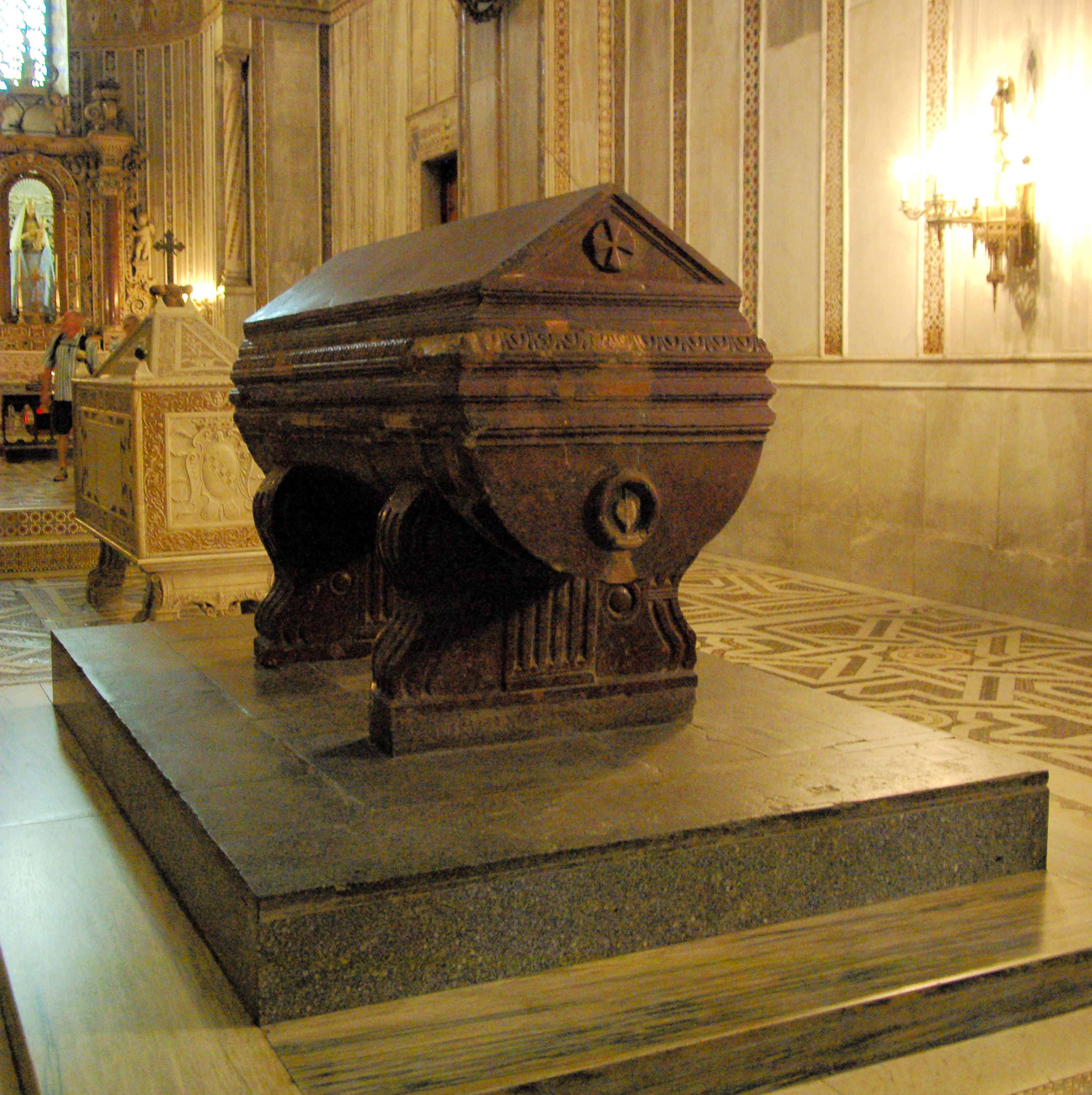
Саркофаг Вильгельма I Злого (1183)

Тело Вильгельма I Злого покоится в южном приделе собора в роскошном порфировом саркофаге, сравнимом с королевскими гробницами Палермо. Саркофаг был также повреждён в 1811 году, но тщательно восстановлен. После пожара саркофаг вскрывали и обнаружили, что тело короля прекрасно сохранилось, а лицо его было покрыто густой чёрной бородой, некогда наводившей ужас на подданных.
Поскольку первоначальный саркофаг, предназначенный для Вильгельма II, остался в Палермо, останки монарха были помещены в новую мраморную гробницу в 1575 году архиепископом Лодовико I де Торрес.
В 1270 году в соборе был погребён французский король Людовик Святой, брат сицилийского короля Карла Анжуйского. Впоследствии мощи Людовика Святого были перенесены в Сен-Дени, но в Монреале была оставлена урна с сердцем и внутренностями святого. Они помещены в боковом алтаре, посвящённом Людовику Святому, в северном приделе собора.

## Мозаики собора

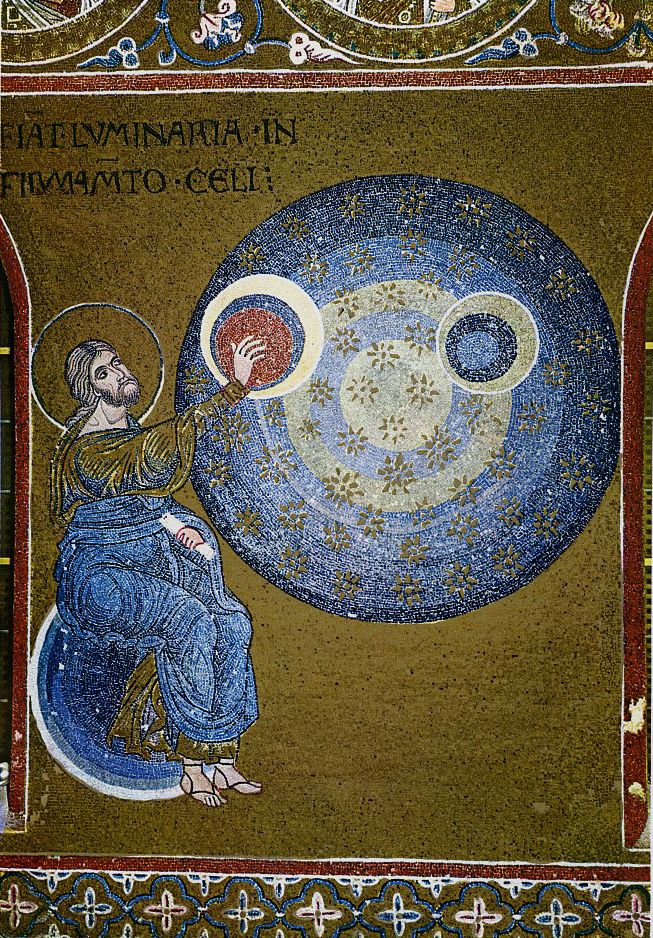
Бог создаёт солнце, луну и звезды — мозаика верхнего ряда южной стены

Главной достопримечательностью собора Монреале являются 130 мозаик, покрывающих практически все внутренние стены собора на площади около 10 000 м². По площади и целостности замысла мозаики Монреале являются одним из крупнейших мозаичных циклов мира. Большая часть мозаик выполнена в рекордно короткие сроки между 1183 и 1189 годами. Имена авторов мозаик неизвестны, а их национальное происхождение вызывает споры. Авторами мозаик могли быть как мастера, приглашённые из Константинополя, так и местные мастера, хоть и находившиеся под влиянием византийского искусства. В пользу «константинопольской» версии говорят типично греческие одеяния Христа, Божией Матери и архангелов и греческие подписи ряда мозаик в апсиде. В пользу «местной» версии свидетельствуют достаточно примитивное исполнение мозаик главного нефа и боковых приделов, в ряде случае отступающее от традиционных канонов византийского искусства, и надписи на вульгарной латыни на большинстве мозаик.
Хронологически данные мозаики принадлежат к комнинскому периоду византийского искусства. Тем не менее, основные характерные особенности изобразительного языка этих мозаик таковы: распластанность, безобъемность фигур, дробная сеть драпировок, линии мелкие и частые. В фигурах нет повышенной экспрессии, нет динамики, образ более мягкий и декоративный (по сравнению с предшествующими сицилийскими мозаичными циклами). Фигуры становятся грузными, тяжеловесными, утрачивается выразительность жестов, складки одежд становятся неподвижными. Лица становятся объёмными — исчезает повышенная одухотворённость византийских ликов. В изображениях явственно чувствуется романское начало, проявившееся и в архитектуре собора: от немного грубоватых образов веет суровым спокойствием.

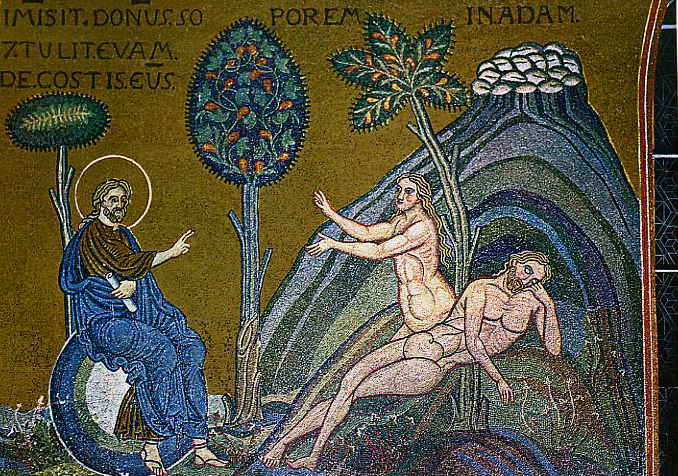
Сотворение Евы из ребра Адама — мозаика верхнего ряда западной стены

Исходя из стилистических различий, ряд исследователей предполагает, что цикл Монреале, возможно, был создан в два этапа:
- 1183—1189 гг.: мозаики апсиды
- 1-я половина XIII века (эпоха Гогенштауфенов): мозаики нефа на библейские сюжеты.

Большинство исследователей, тем не менее, поддерживают традиционную версию об изготовлении мозаик в период между 1183 и 1189 годами.
Мозаичный цикл в нефе носит след новых веяний, пробудившихся в искусстве XIII века: канонический дух начинает уступать место более свободной интерпретации библейских событий, в изображении уже в некоторой степени проявляются черты творческой личности художника. Впервые в южноитальянском искусстве трактовка текста Писания получает повествовательную окраску. Мозаики нефов Монреале стали одним из первых звеньев того процесса перестройки средневекового сознания, который начался в XIII веке во всей Италии и в итоге привёл к Проторенессансу и Ренессансу. Как отмечает Отто Демус, повествовательный цикл Монреале характерен для периода распада классической византийской схемы декорирования храма: именно этот памятник исследователь приводит как пример использования мозаичистами нового приёма — общий пейзаж используется как средство превращения расположенных рядом сцен в единый цикл.
Мозаичный ряд собора разделяется на пять больших циклов:
— мозаики апсиды, представляющие Христа Вседержителя в Его небесной славе,
— мозаики главного нефа (Книга Бытия),
— мозаики пресбитерия и (частично) трансепта — земная жизнь Христа или «праздничный» цикл,
— мозаики боковых нефов — чудеса Христовы,
— мозаики трансепта (частично) — жития Апостолов Петра и Павла.
Помимо сюжетных мозаик по стенам собора (в арках, под кровлей, в хорах) расположено большое число мозаичных икон святых — в полный рост или по пояс (в медальонах). Арки богато украшены мозаичными узорами, напоминающем о влиянии арабской культуры на мозаичистов Монреале.

### Мозаики апсиды
Всю конху главной апсиды занимает огромное изображение Христа Пантократора (Вседержителя). Пальцы правой руки Спасителя сложены для благословения, в левой руке Он держит Евангелие, открытое на стихе: «Я свет миру; кто последует за Мною, тот не будет ходить во тьме, но будет иметь свет жизни» (Ин. 8:12), написанном на латинском и греческом языках. Образ Христа Пантократора широко распространён на православном Востоке и был перенят норманнской архитектурой (соборы в Чефалу, Мессине, Палатинская капелла). Отличие монреальского Пантократора от других подобных образов в том, что руки Спасителя широко распростёрты и как бы обнимают всех находящихся во храме. Авторы мозаики добились также оптического эффекта, благодаря которому очи Христа обращены на каждого из молящихся. Те части фигуры (руки и кисти рук, книга), которые из-за кривизны ниши кажутся сокращёнными, увеличены и удлинены для нейтрализации перспективных искажений.

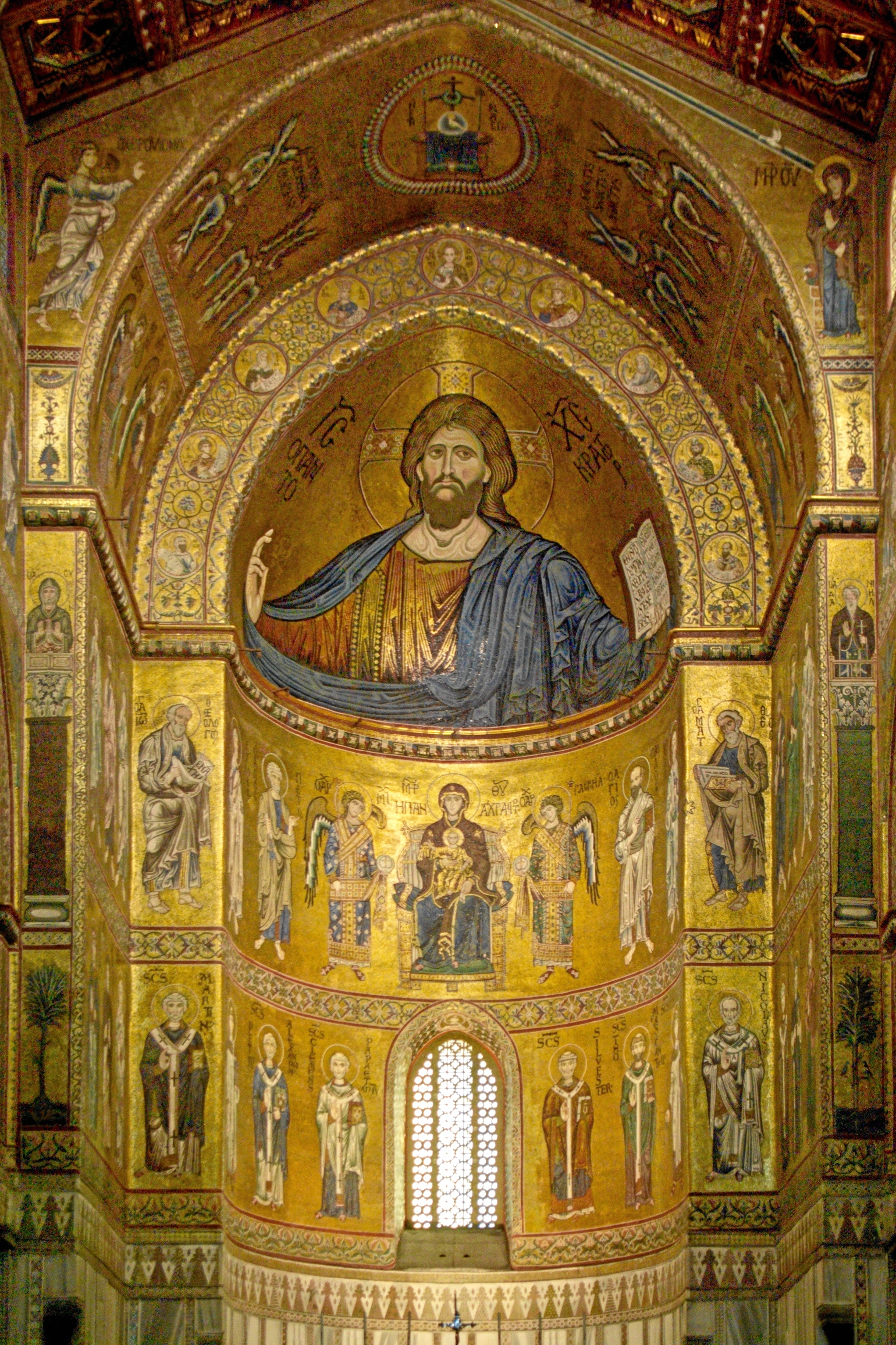
Христос Вседержитель в апсиде собора

Мозаичист, работавший над апсидой, расширил её пространство за счёт примыкающего пресвитерия с целью получить достаточное место для воплощения заказанной ему большой и сложной программы. А чтобы обозначить границы нового компартимента, на лицевой стороне триумфальной арки он изобразил мозаикой (как часть иконографии святых столпников) те скульптурные колонны, которые в реальности стоят в соборе Чефалу, послужившем ему образцом, воспроизведя даже их колористическую гамму.
Образ Христа Пантократора огромен: голова Спасителя вместе с бородой имеет высоту более 3 метров, правая рука простирается на 7 метров, а всё изображение имеет высоту 7 метров, а в ширину — 13,30 метров.
Окружают образ Пантократора расположенные в медальонах ближней полуокружности восемь ветхозаветных праведников и пророков (Нафан, Даниил, Илия, Давид, Соломон, Самуил, Гедеон и Елисей) и ещё один образ Спасителя — Христос Эммануил. Дальний полукруг образуют Небесные Силы — архангелы Рафаил, Михаил, Гавриил и Уриил, шестикрылые Херувимы и Серафимы, взывающие «Свят, свят, свят Господь Бог Саваоф» (Ис. 6:3), а также традиционное византийское изображение Престола уготованного.
Под образом Христа Пантократора расположены ещё два мозаичных ряда. Верхний ряд — это традиционный византийский Деисис: в центре на троне Богородица с Младенцем и справа от неё — Архангел Гавриил, Апостолы Павел, Андрей, Матфей, Марк, Фома, Симон Зилот; слева — Архангел Михаил, Апостолы Пётр, Иаков, Иоанн Богослов, Лука, Варфоломей, Филипп.
Нижний ряд (слева направо) — мученица Агата, отец восточного монашества преподобный Антоний Великий, священномученик Власий Севастийский, традиционно чтимый бенедиктинцами Мартин Турский, первомученик архидиакон Стефан, священномученик Пётр Александрийский, священномученик Климент Римский, святитель Сильвестр Римский, священномученик Фома Кентерберийский, великомученик архидиакон Лаврентий, один из патронов Сицилийского королевства Николай Мирликийский, западный Отец Церкви Иларий Пиктавийский, отец западного монашества Бенедикт Нурсийский, равноапостольная Мария Магдалина.
Две фигуры продолжают нижний ряд святых за пределами апсиды — это симметрично расположенные образы двух столпников — Симеона и Даниила.
Предваряющие алтарную часть обширные хоры ограничены двумя триумфальными арками, на одной из которых вновь изображены Архангелы Михаил и Гавриил, а на второй — сцена Благовещения. По обе стороны первой (ближайшей к апсиде) арки помещены изображения двенадцати ветхозаветных пророков и праведников, предсказавших воплощение Сына Божиего: Иаков, Захария, Малахия, Иона, Иезекииль, Моисей (с правой стороны арки), Исайя, Аввакум, Иеремия, Амос, Авдий и Иоиль (с левой стороны).
Большинство мозаик апсиды — типично византийские, надписи — греческие (Христос Пантократор, ближайший полукруг ветхозаветных праведников, Деисис, сцена Благовещения) и латинские (дальний полукруг Сил Небесных, нижний ряд святых, арка с Архангелами).
На хорах дважды встречается мозаичное изображение основателя собора Вильгельма Доброго: над королевским троном мозаика изображает коронацию Вильгельма Христом (параллель с аналогичной сценой в Марторане, где Христос коронует Рожера II), а над архиепископским троном — на мозаике Вильгельм преподносит Богородице построенный им собор. Содержит собор и память о супруге Вильгельма II — Иоанне, дочери Генриха II Английского, бывшего вольным или невольным виновником смерти Бекета. Именно с её влиянием связывается появление в числе известных и широко почитаемых святых, изображённых в апсиде, Фомы Кентерберийского, то есть Томаса Бекета, всего через двадцать лет после его мученической кончины. Это самое раннее из известных изображений Томаса Бекета за пределами Англии.

### Мозаики главного нефа
Всё пространство над стрельчатыми арками главного нефа (южная и северная стороны нефа) и его задняя — западная стена покрыты мозаиками, иллюстрирующими Книгу Бытия. Качество изображения и сама композиция мозаик главного нефа значительно отличается от мозаик апсиды. Мозаики главного нефа лишены художественной перспективы, человеческие фигуры непропорционально сложены, достаточно условны пейзажи и архитектурные детали. Но в то же время эти мозаики отличаются большей естественностью, приближённостью к реалиям повседневной жизни, свободными позами и движением персонажей. Мозаики главного нефа последовательно отображают следующие эпизоды Бытия:
- Верхний ряд южной стены — Дух Божий носится над водами (Быт. 1:1-2), отделение света от тьмы (Быт. 1:3-5), создание небесной тверди (Быт. 1:6-8), отделение суши от моря и создание растений (Быт. 1:9-13), сотворение светил (Быт. 1:14-18), сотворение птиц, пресмыкающихся и рыб (Быт. 1:20-23), сотворение зверей и Адама (Быт. 1:24-27), покой седьмого дня (Быт. 2:2-3), Бог вводит Адама в рай и даёт заповедь о древе познания (Быт. 2:15-17), пребывание Адама в Раю;

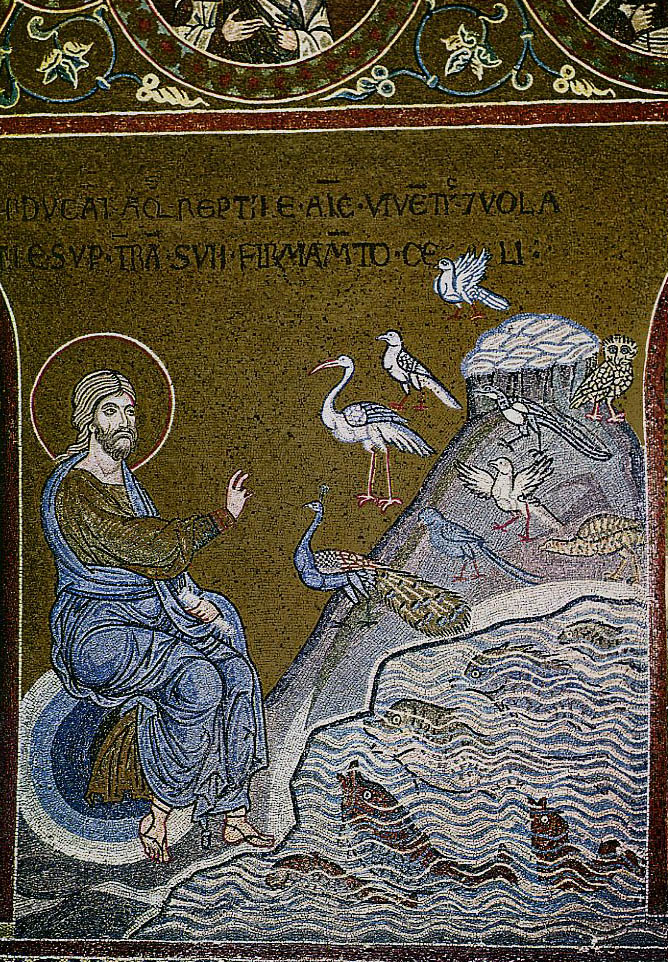
Сотворение птиц, пресмыкающихся и рыб
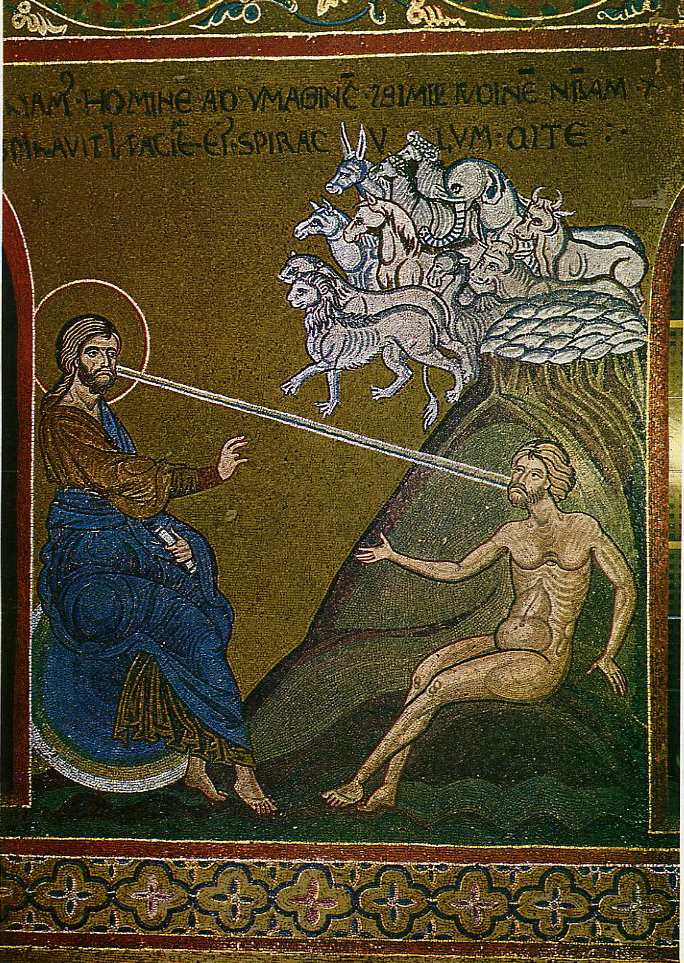
Сотворение Адама
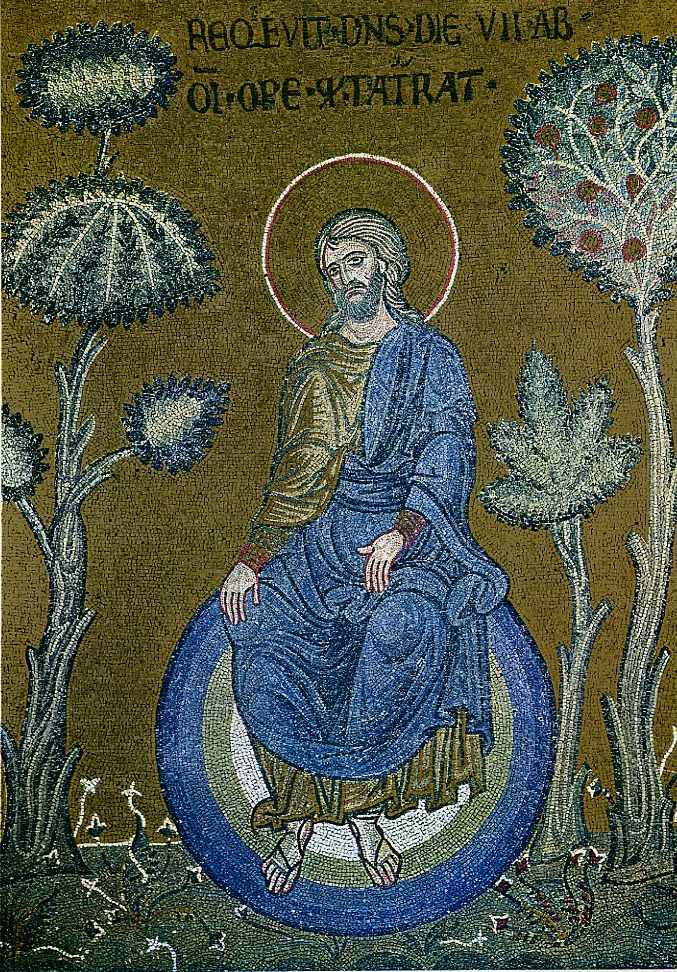
Седьмой день
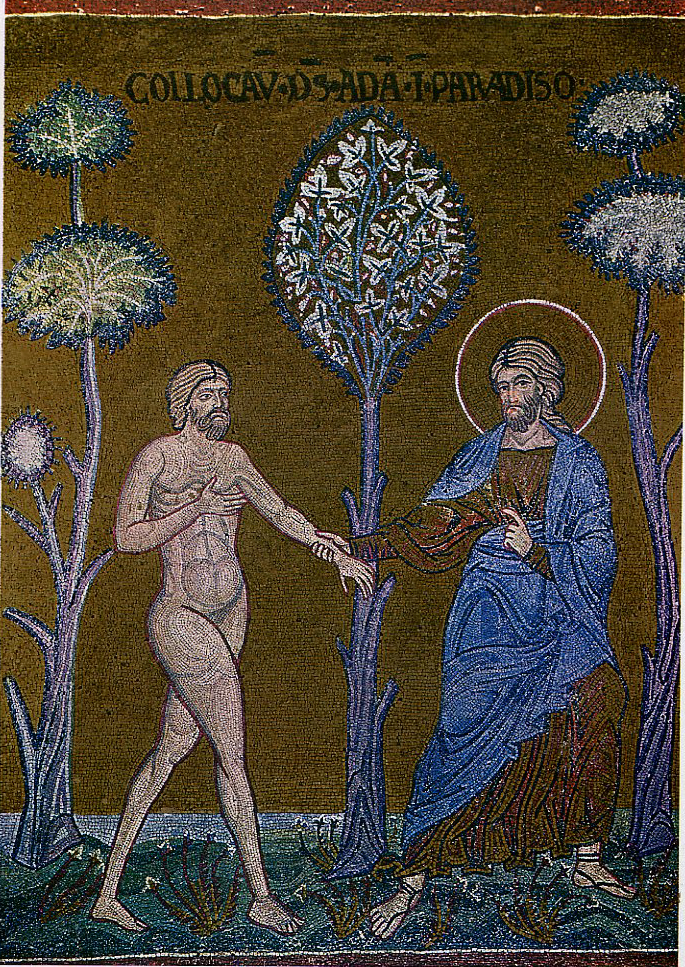
Бог вводит Адама в рай

- Верхний ряд западной стены — сотворение Евы из ребра Адама (Быт. 2:21-24), пребывание прародителей с Богом в раю (Быт. 2:25);

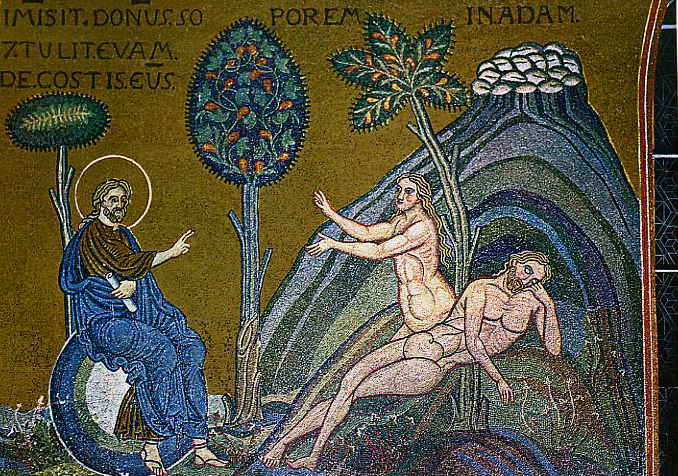
Сотворение Евы
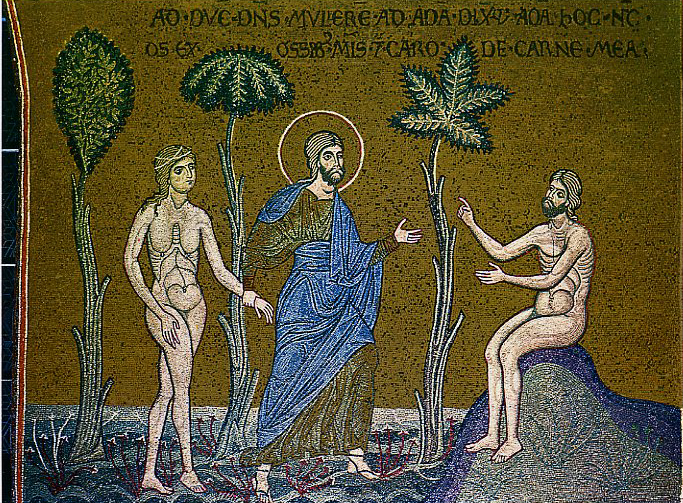
Встреча Адама и Евы

- Верхний ряд северной стены: искушение Евы (Быт. 3:1-5), грехопадение Адама и Евы (Быт. 3:6-7), изобличение грехопадения (Быт. 3:7-20), изгнание из рая (Быт. 3:21-24), Адам обрабатывает землю, Ева прядёт, жертвоприношение Каина и Авеля (Быт. 4:3-7), убийство Авеля Каином (Быт. 4:8), обличение Каина (Быт. 4:9-15), смерть Каина от руки Ламеха (апокрифический сюжет — намёк на Быт. 23, 24), Бог повелевает Ною построить ковчег (Быт. 6:13—21) ;

|                           |                              |                                   |                       |                    |
| Грехопадение прародителей | Изгнание прародителей из рая | Авель и Каин приносят жертвы Богу | Убийство Авеля Каином | Бог обличает Каина |

- Нижний ряд южной стены: строительство Ноева ковчега (Быт. 6:13-22), введение в ковчег по паре каждого рода животных (Быт. 7:1-9), Ной выпускает голубя из ковчега (Быт. 8:6-11), выход Ноя и животных из ковчега на горе Арарат (Быт. 8:13-19), завет Бога с Ноем и знак завета — радуга (Быт. 9:8-17), опьянение Ноя и грех Хама (Быт. 9:20-27), строительство Вавилонской башни (Быт. 11:1-9), Бог в Трёх Лицах является Аврааму у Мамврийского дуба (Быт. 18:1-5), Бог у Авраама и Сарры (Быт. 18:8-19);

|                   |                                   |                                 |                                 |                            |
| Ной строит ковчег | Ной выпускает животных из ковчега | Строительство Вавилонской башни | Авраам поклоняется Трем Ангелам | Авраам служит Трем Ангелам |

- Средний ряд западной стены: два Ангела пребывают в доме Лота в Содоме и горожане требуют у Лота выдать гостей на поругание (Быт. 19:1-11), Лот с дочерьми бежит в Сигор, жена Лота обратилась в столп, Содом поражён Богом (Быт. 19:15-26);
- Нижний ряд северной стены: Бог повелевает Аврааму принести в жертву сына (Быт. 22:1-2), Авраам приносит в жертву Исаака, Ангел останавливает руку Авраама (Быт. 22:9-13), слуга Авраама встречает Ревекку у колодца (Быт. 24:11-27), Ревекка и раб Авраама едут навстречу Исааку (Быт. 24:62-67), Исаак оправляет Исава на охоту и обещает благословить его, Ревекка подслушивает мужа (Быт. 27:1-5), Иаков обманом получает благословение Исаака, предназначенное Исаву (Быт. 27:18-30), Иаков бежит из родного дома (Быт. 27:42-45), Иаков во сне видит лестницу до неба и сооружает алтарь в Вефиле (Быт. 28:11-22), Иаков борется с Ангелом и получает имя Израиль(Быт. 32:24-30).

|                          |                                 |                            |                             |                 |
| Жертвоприношение Авраама | Раб Авраама и Ревекка у колодца | Исаак благословляет Иакова | Иаков бежит из родного дома | Лестница Иакова |

### Мозаики пресбитерия и трансепта

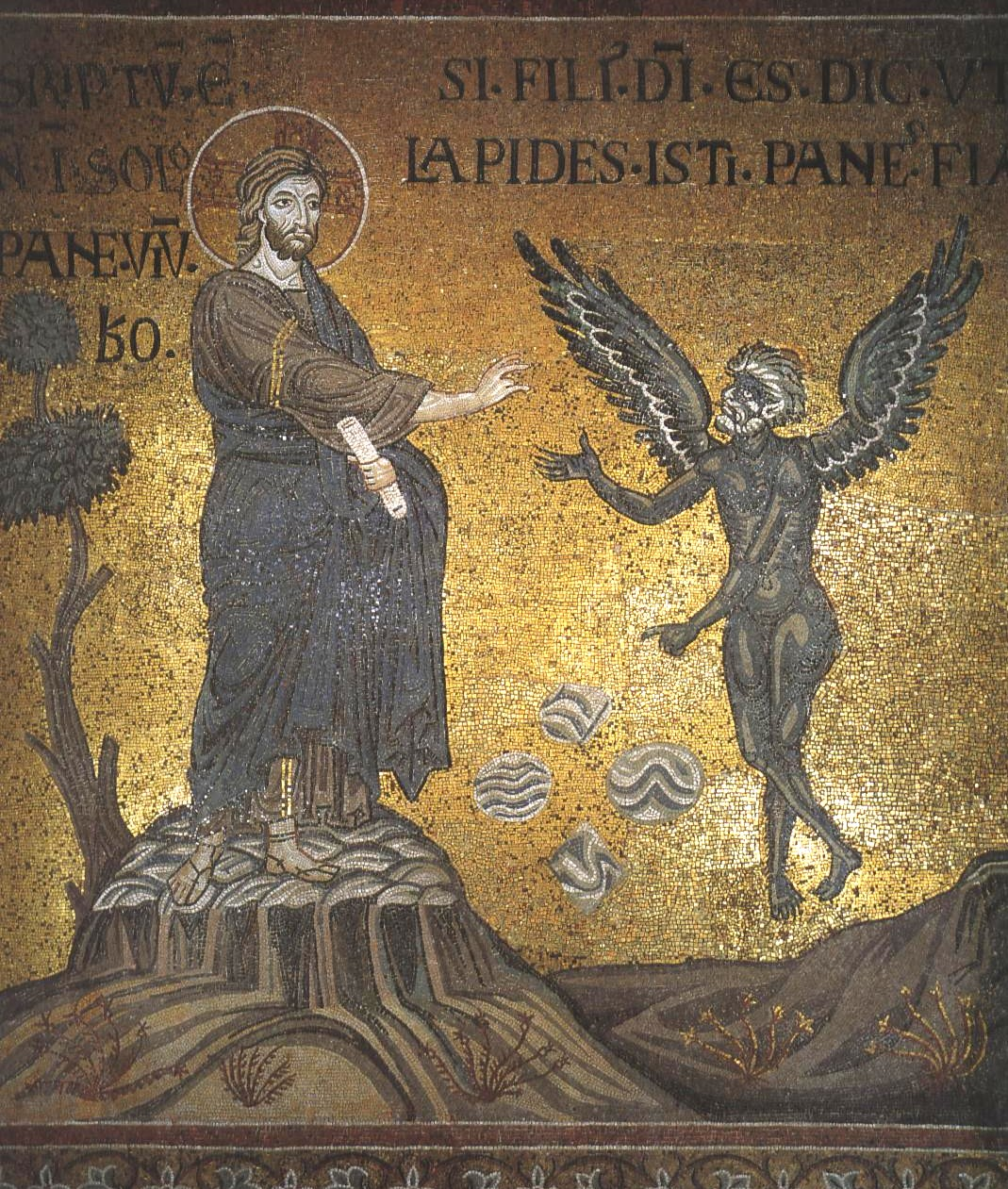
Искушение Христа в пустыне

Мозаики пресбитерия и трансепта посвящены событиям земной жизни Христа, хотя не включают в себя большинства евангельских чудес (им посвящены мозаики в боковых нефах). Наилучшим образом мозаики этого цикла можно видеть, находясь в самом пресбитерии, куда доступ мирян по-прежнему закрыт. В связи с этим, мозаики этого цикла часто ускользают от внимания как посетителей, так и путеводителей. А между тем, многие из этих мозаик выделяются особым драматизмом и живостью изображения. В сцене искушения в пустыне из рук посрамлённого Сатаны высыпаются камни, превращения в хлебы которых тот добивался от Спасителя. В сцене изгнания торговцев из Храма Иисус показан опрокидывающим стол меновщиков, с которого ссыпаются монеты. На Тайной вечери Иисус полуобнимает припавшего к его груди Иоанна Богослова. В сцене предательства Иуды драматизм происходящего подчеркнут тесно поставленными фигурами воинов, к Иисусу, которого целует Иуда, уже протянуты руки стражей, а Апостол Пётр слева отсекает ножом ухо Малху.
В пресбитерии находятся следующие мозаики:
- явление Архангела Гавриила священнику Захарии во Храме (Лк. 1:8—20),
- онемевший Захария, выйдя из Храма, общается с народом знаками (Лк. 1:21, 22),
- Благовещение (Лк. 1:26—38),
- встреча Богородицы и праведной Елисаветы (Лк. 1:39—56),
- приход в Иерусалим волхвов с Востока (Мф. 2:1—8),
- волхвы приносят Младенцу Иисусу золото, ладан и смирну (Мф. 2:9—12),
- разъярённый Ирод приказывает перебить младенцев в Вифлееме (Мф. 2:16),
- избиение младенцев,
- Сретение Господне (Лк. 2:22—39),
- Ангел приказывает Иосифу бежать с Марией и Младенцем в Египет (Мф. 2:13),
- Путешествие Святого семейства в Египет (Мф. 2:14),
- Двенадцатилетний Иисус вопрошает книжников во Храме (Лк. 2:42—50),
- Чудо в Кане Галилейской (Ин. 2:1—11),
- Крещение Господне (Мф. 3:13—17; Мк. 1:9—11; Лк. 3:21, 22).

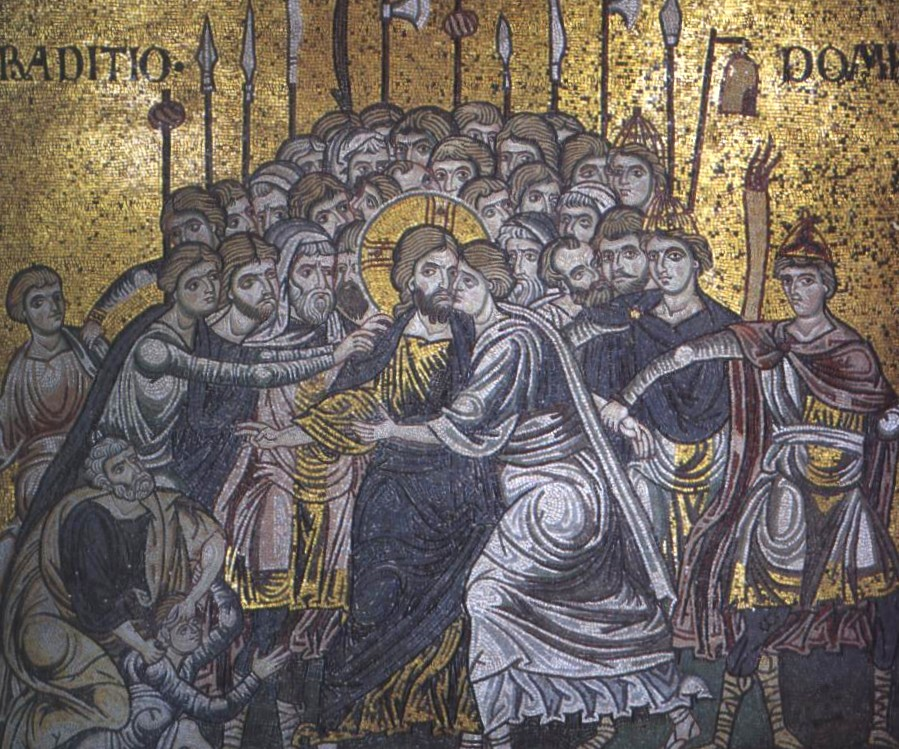
Поцелуй Иуды

Мозаики южной (правой) ветви трансепта изображают следующие события:
- Три искушения Христа в пустыне (Мф. 4:1—11; Лк. 4:1—13),
- Христос исцеляет расслабленного у купальни Вифезда (Ин. 5; 5—9),
- Христос отверзает очи слепорождённому (Ин. 9:1—7),
- Христос беседует с самарянкой у колодца Иакова (Ин. 4:5—26),
- Преображение Господне (Мф. 17:1—10; Мк. 9:2—9; Лк. 9:28—36),
- Воскрешение четверодневного Лазаря (Ин. 11:38—46),
- Апостолы приводят ко Христу ослёнка для въезда в Иерусалим (Мф. 21:1—7; Мк. 11:1—7; Лк. 19:29—35),
- Вход в Иерусалим (Мф. 21:8—11; Мк. 11:8—11; Лк. 19:36—38; Ин. 12:12—18),
- Тайная Вечеря и установление Евхаристии (Мф. 26:20—29; Мк. 14:18—25; Лк. 22:14—38; Ин. 13:1—27),
- Моление о чаше в Гефсиманском саду (Мф. 26:36—46; Мк. 14:32—42; Лк. 22:40—46),
- Предательство Иуды и арест Иисуса (Мф. 26:47—56; Мк. 14:43—52; Лк. 22:47—54; Ин. 18:1—13),
- Христос перед Пилатом (Мф. 27:11—14; Мк. 15:1—5; Лк. 23:1—7; Ин. 18:33—38, 19:8—11).

Мозаики северной (левой) ветви трансепта изображают следующие события:
- Путь на Голгофу,
- Распятие Христово,
- Снятие с креста и погребение,
- Воскресение Христово,
- Ангел возвещает мироносицам о Воскресении (Мф. 28:1—8; Мк. 16:1—8; Лк. 24:1—10),
- Воскресший Христос беседует с Марией Магдалиной (Ин. 20:14—17),
- Христос говорит с двумя учениками на пути в Еммаус (Лк. 24:13—27),
- Христос узнан двумя учениками в Еммаусе при преломлении хлеба (Лк. 24:28—32),
- Двое учеников по возвращении из Еммауса узнают от одиннадцати Апостолов о Воскресении Христовом (Лк. 24:33—35),
- Уверование Апостола Фомы (Ин. 20:26—29),
- Христос является Апостолам при Тивериадском море (Ин. 21:1—14),
- Вознесение Христово (Деян. 1:4—11).
- Пятидесятница — сошествие Святого Духа на Апостолов (Деян. 2:1—4).

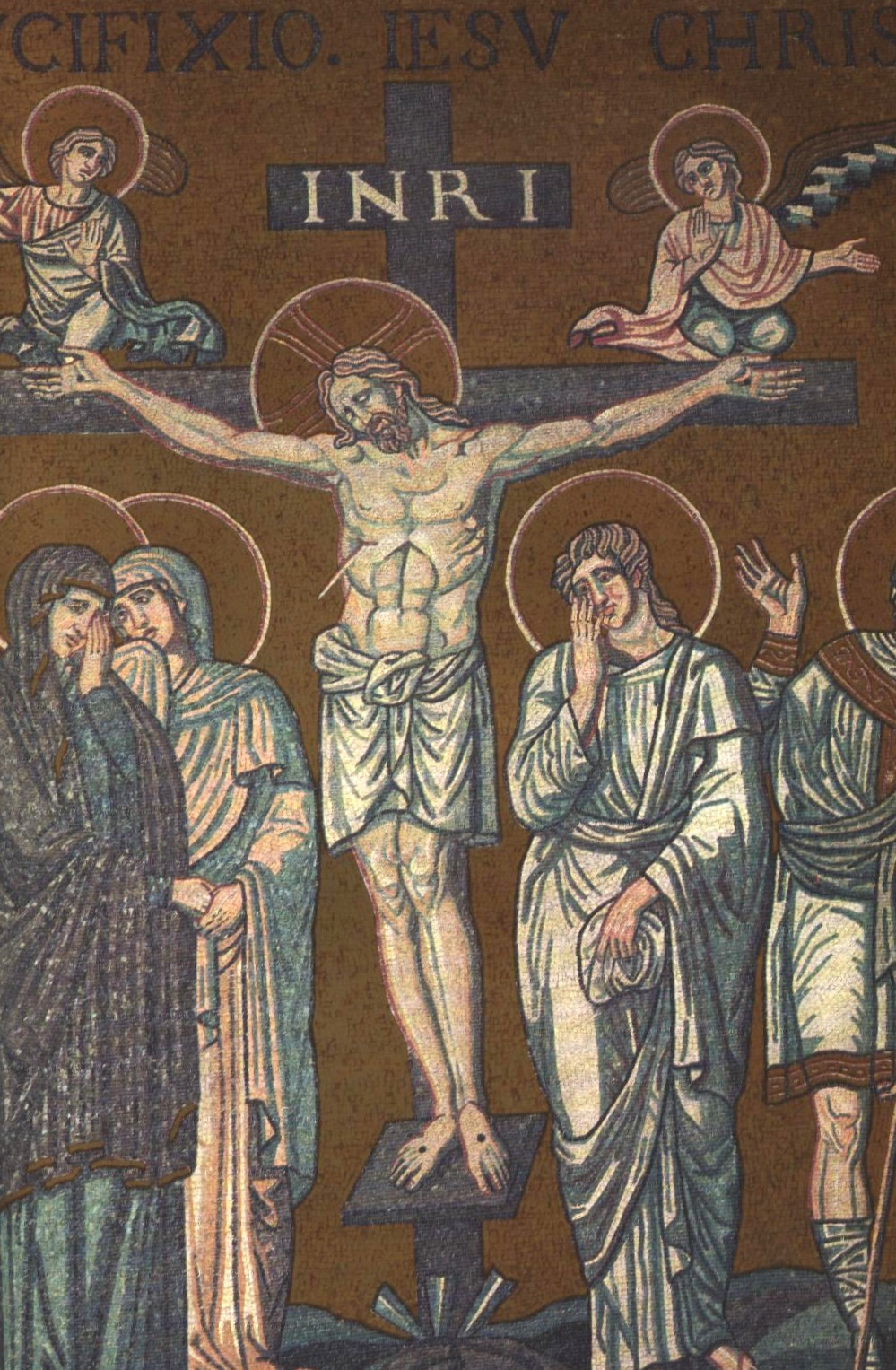
Распятие
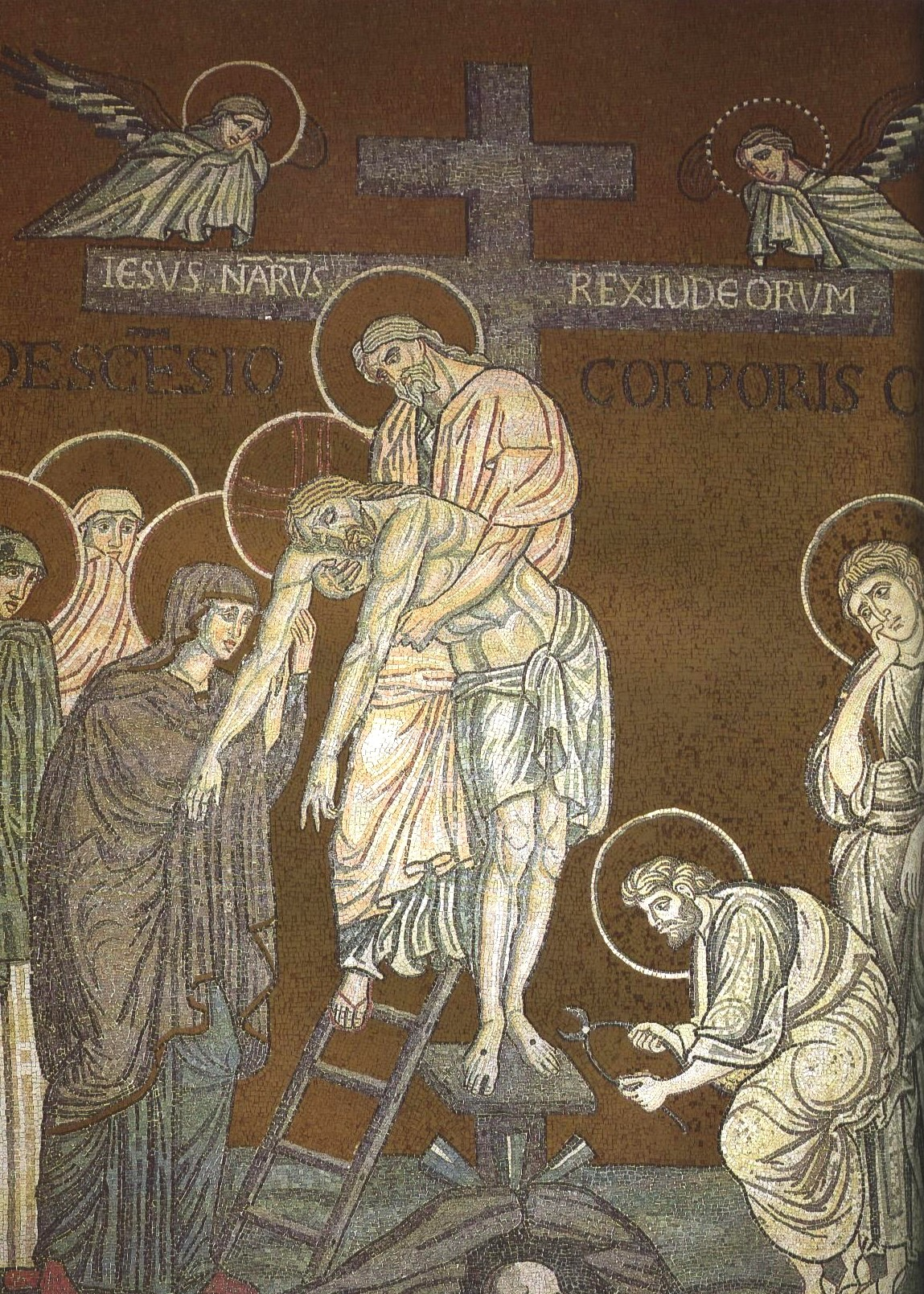
Снятие с креста
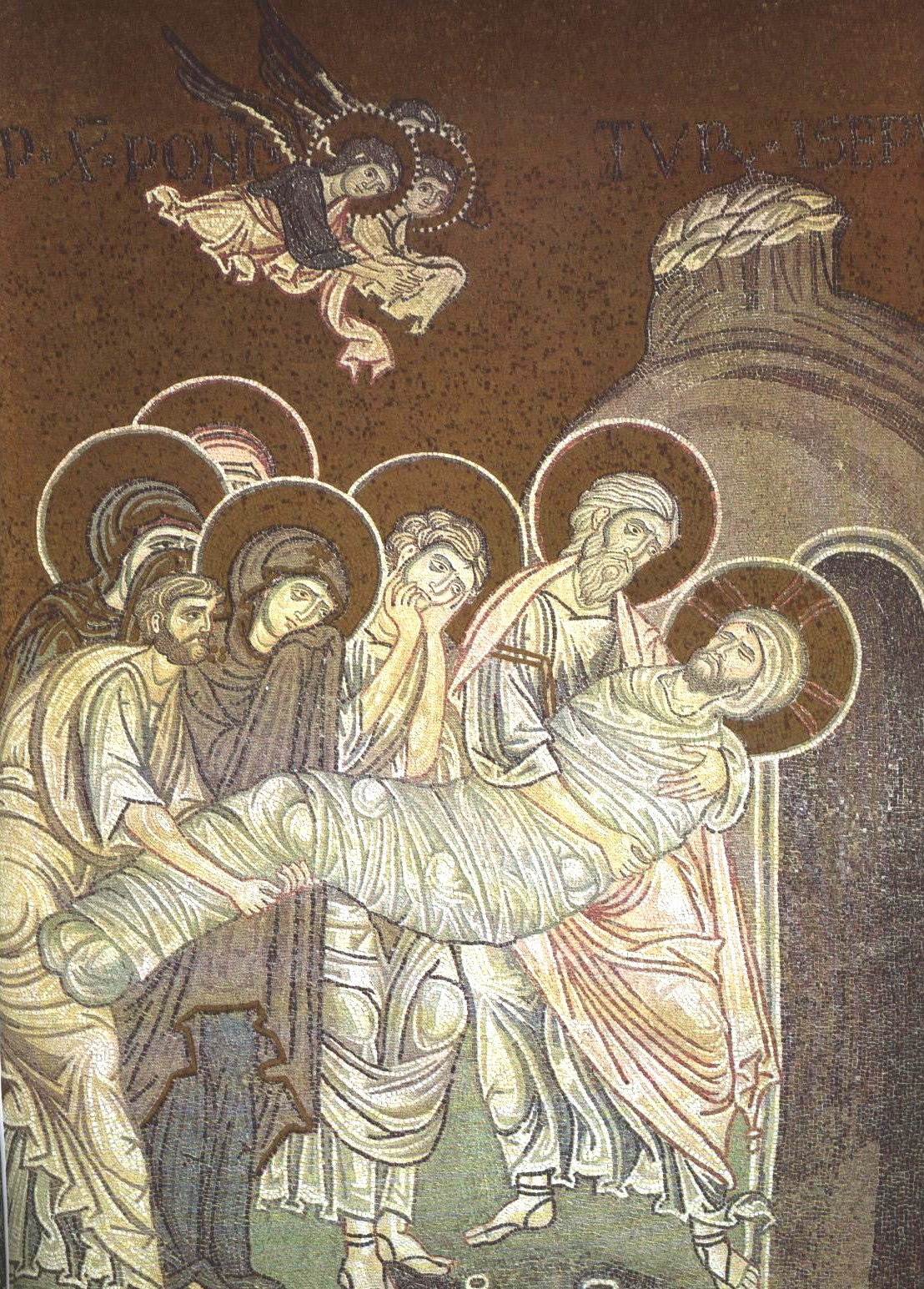
Погребение Христа
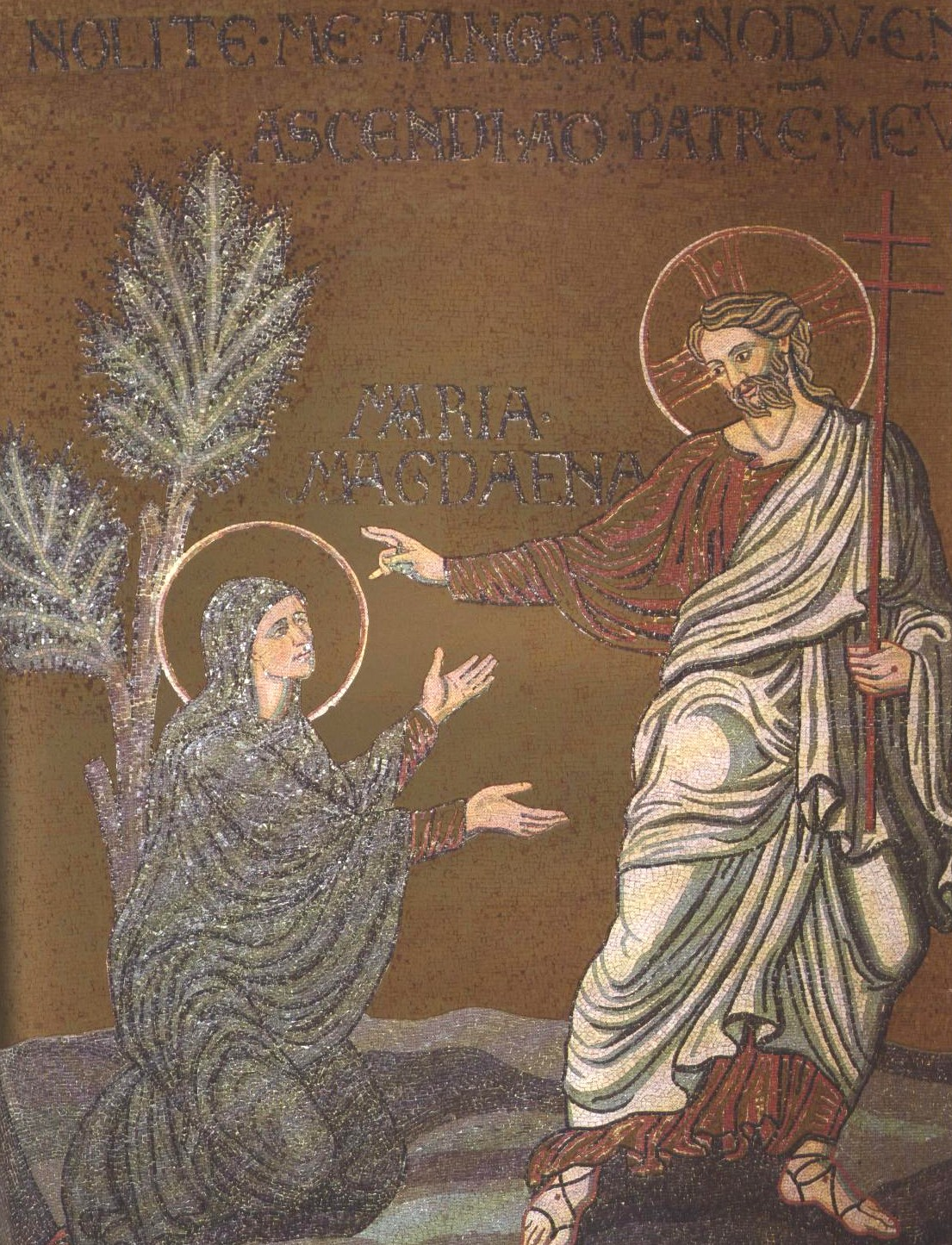
Не прикасайся ко Мне

### Мозаики боковых нефов — чудеса Христовы
Стены боковых нефов покрыты мозаиками, изображающими многочисленные чудеса Христовы.
Мозаики южного (правого) нефа (при движении от трансепта к западным вратам) последовательно изображают следующие евангельские события:
- Изгнание беса из дочери хананеянки (Мф. 15:21—28; Мк. 7:24—30),
- Исцеление немого бесноватого (Мф. 9:32, 33),
- Очищение прокажённого (Мф. 8:1—4; Мк. 1:40—45; Лк. 5:12—14)
- Исцеление сухорукого в субботу (Мф. 12:10—14; Мк. 3:1—5; Лк. 6:6—10),
- Хождение по водам и спасение тонущего Петра (Мф. 14:24—33; Мк. 6:47—51; Ин. 6:16—21),
- Воскрешение сына вдовы из Наина (Лк. 7:11—16),
- Исцеление через прикосновение к одежде Христа женщины, двенадцать лет страдавшей кровотечением (Мф. 9:20—22; Мк. 5:25—34; Лк. 8:43—48),
- Воскрешение дочери Иаира (Мф. 9:23—26; Мк. 5:35—43; Лк. 8:49—56),
- Исцеление тёщи Петра (Мф. 8:14, 15; Мк. 1:30, 31; Лк. 4:38, 39),
- Насыщение пяти тысяч человек пятью хлебами (Мф. 14:15—21; Мк. 6:35—44; Лк. 9:12—17; Ин. 6:5—13).

Мозаики северного (левого) нефа (при движении от западных врат к трансепту) последовательно изображают следующие евангельские события:
- Исцеление женщины, скорченной в течение 18 лет (Лк. 13:10—16),
- Исцеление человека, страдавшего водянкой (Лк. 14:1—6),
- Очищение десяти прокажённых (Лк. 17:11—19),
- Исцеление двух слепых в Иерихоне (Мф. 9:27—31),
- Изгнание торговцев из Храма (Мк. 11:15—17; Лк. 19:45, 46; Ин. 2:13—22),
- Прощение женщины, уличённой в прелюбодеянии (Ин. 8:3—11),
- Исцеление расслабленного, принесённого через разобранную кровлю (Мк. 2:1—12; Лк. 5:17—26),
- Исцеление глухого косноязычного (Мк. 7:32—37),
- Прощение блудницы, умывшей ноги Иисусу (здесь она отождествлена с Марией Магдалиной) (Лк. 7:36—50),
- Исцеление расслабленного сына галилейского царедворца (Ин. 4:46—54).

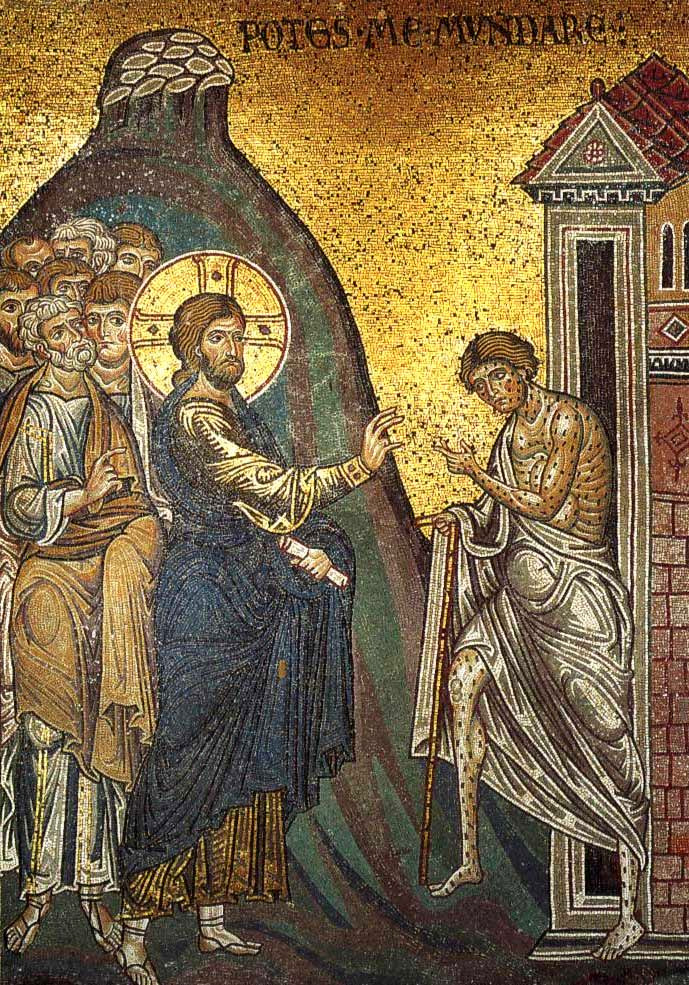
Исцеление прокаженного
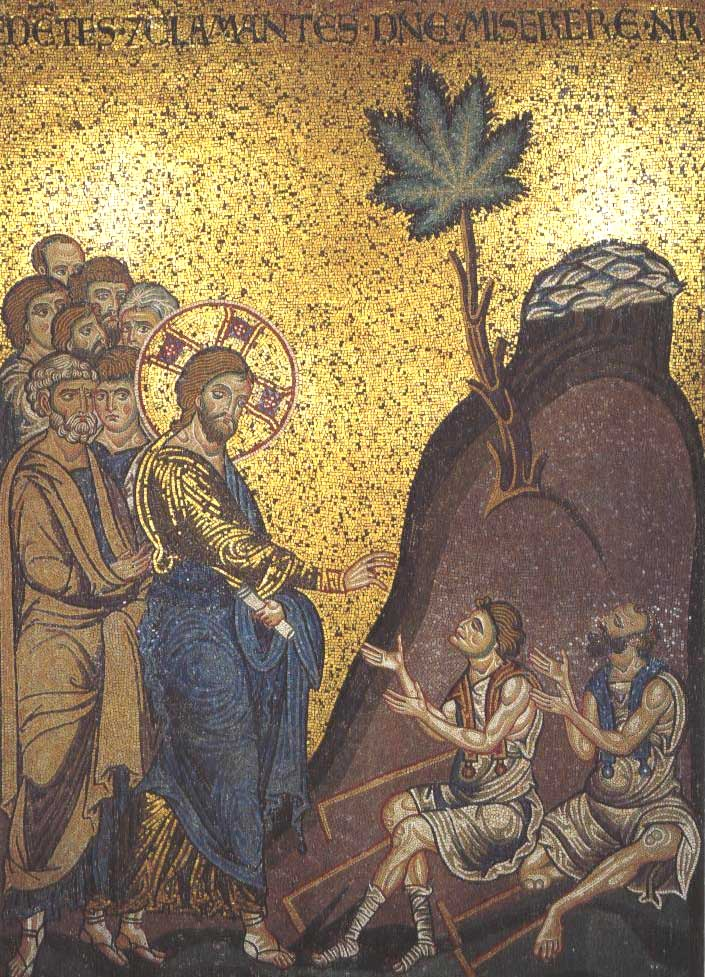
Исцеление двух иерихонских слепых
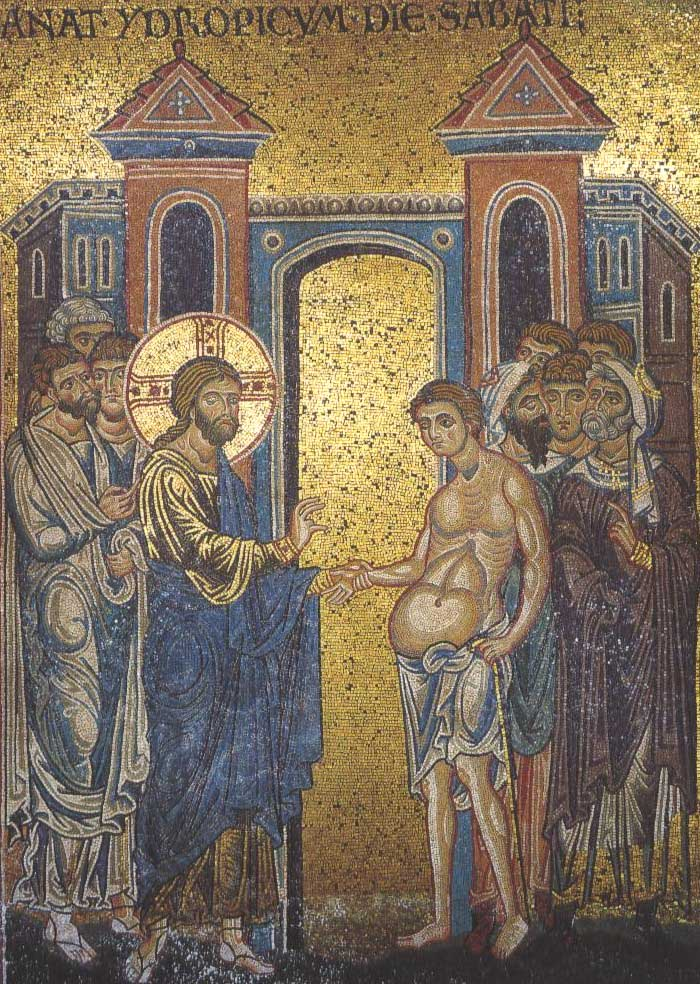
Исцеление больного водянкой
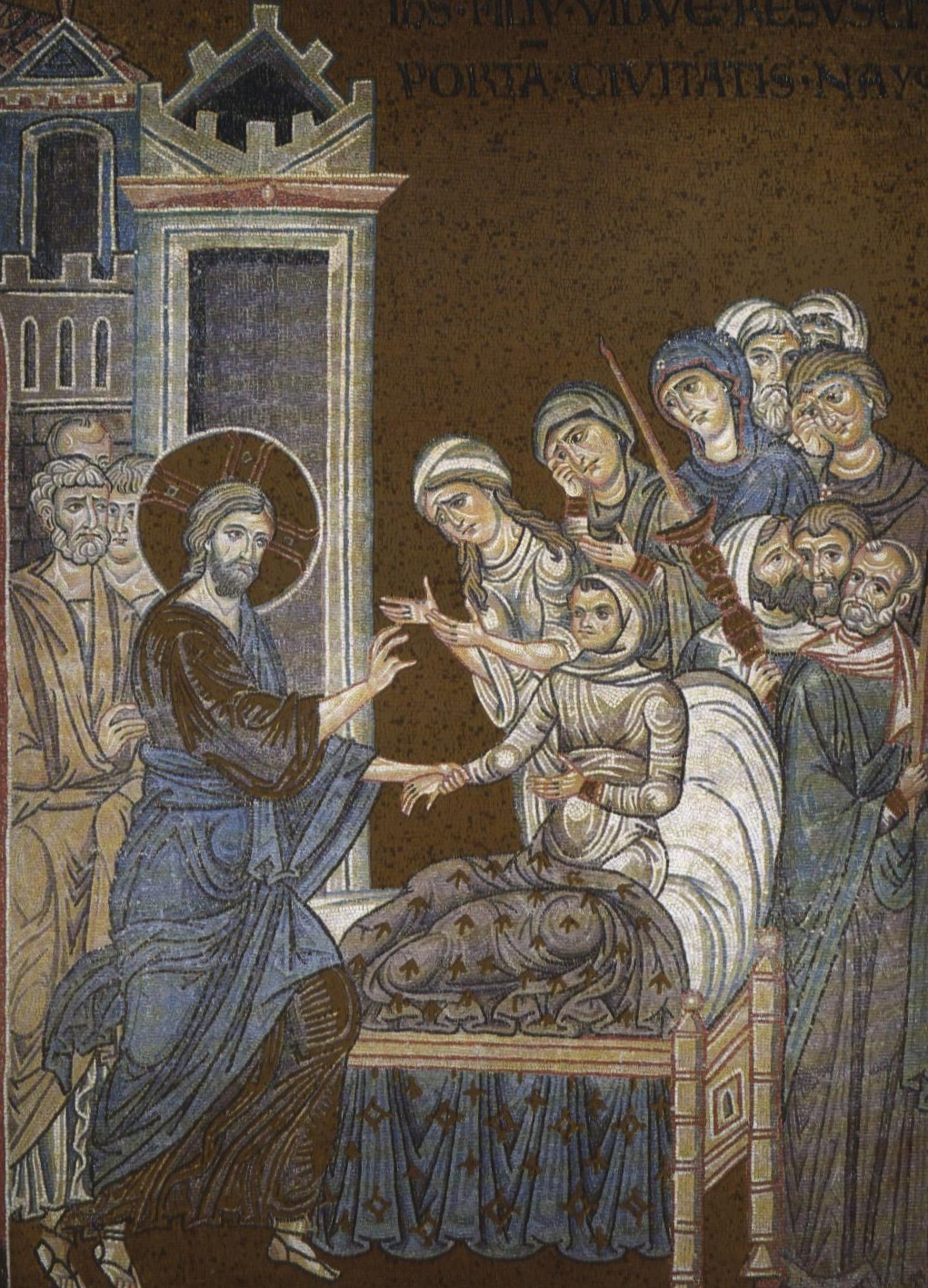
Воскрешение сына наинской вдовы

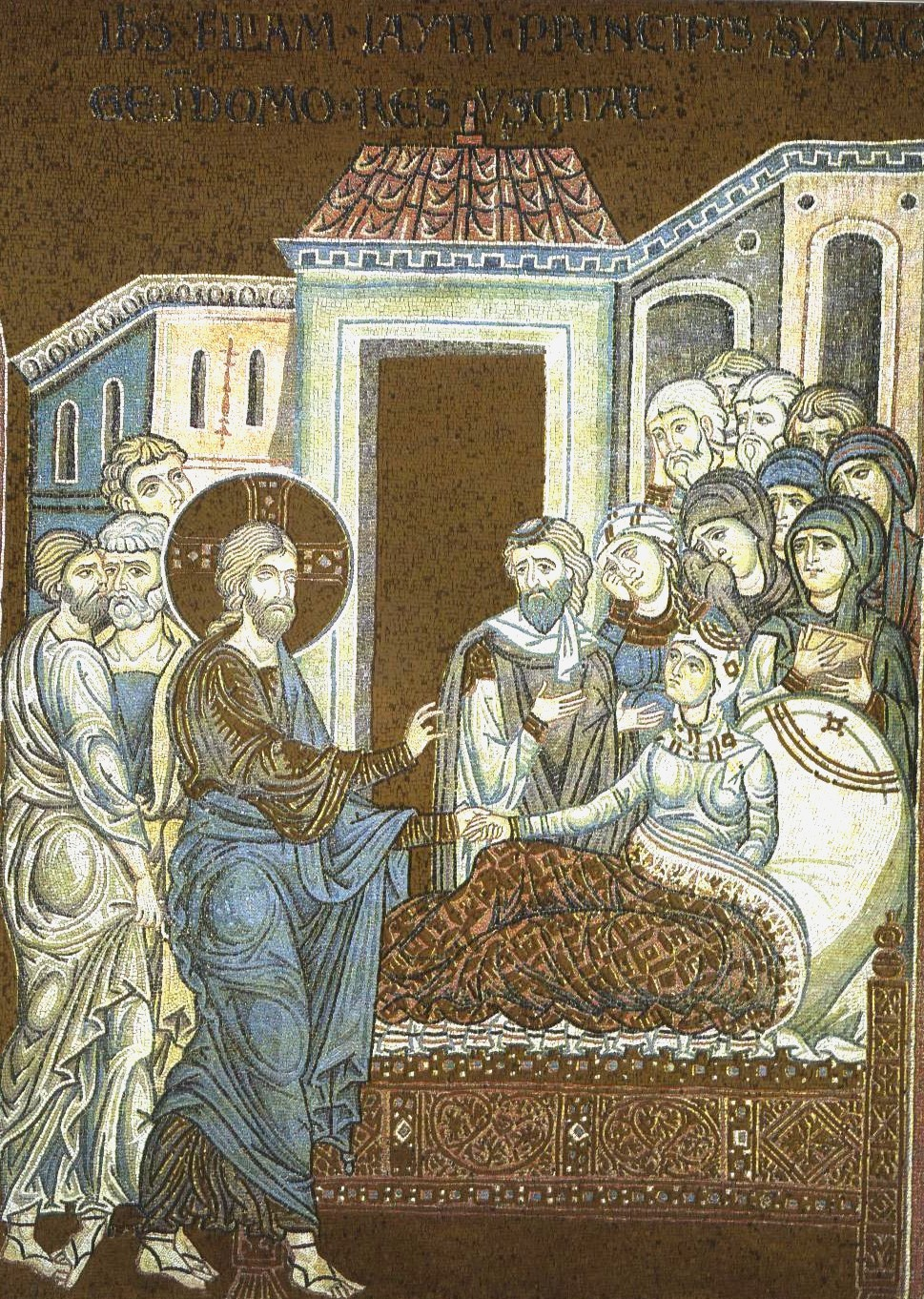
Воскрешение дочери Иаира
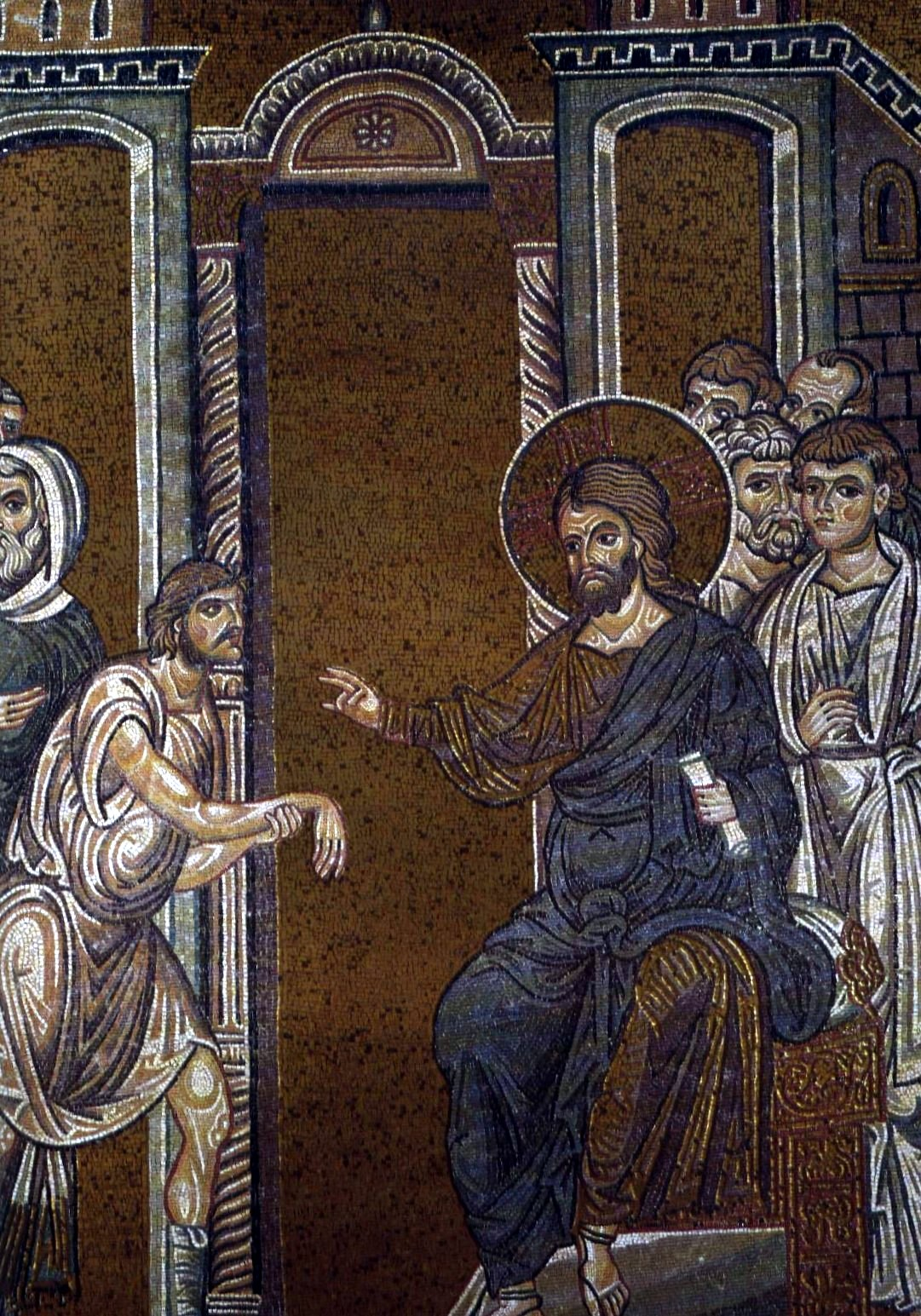
Исцеление сухорукого
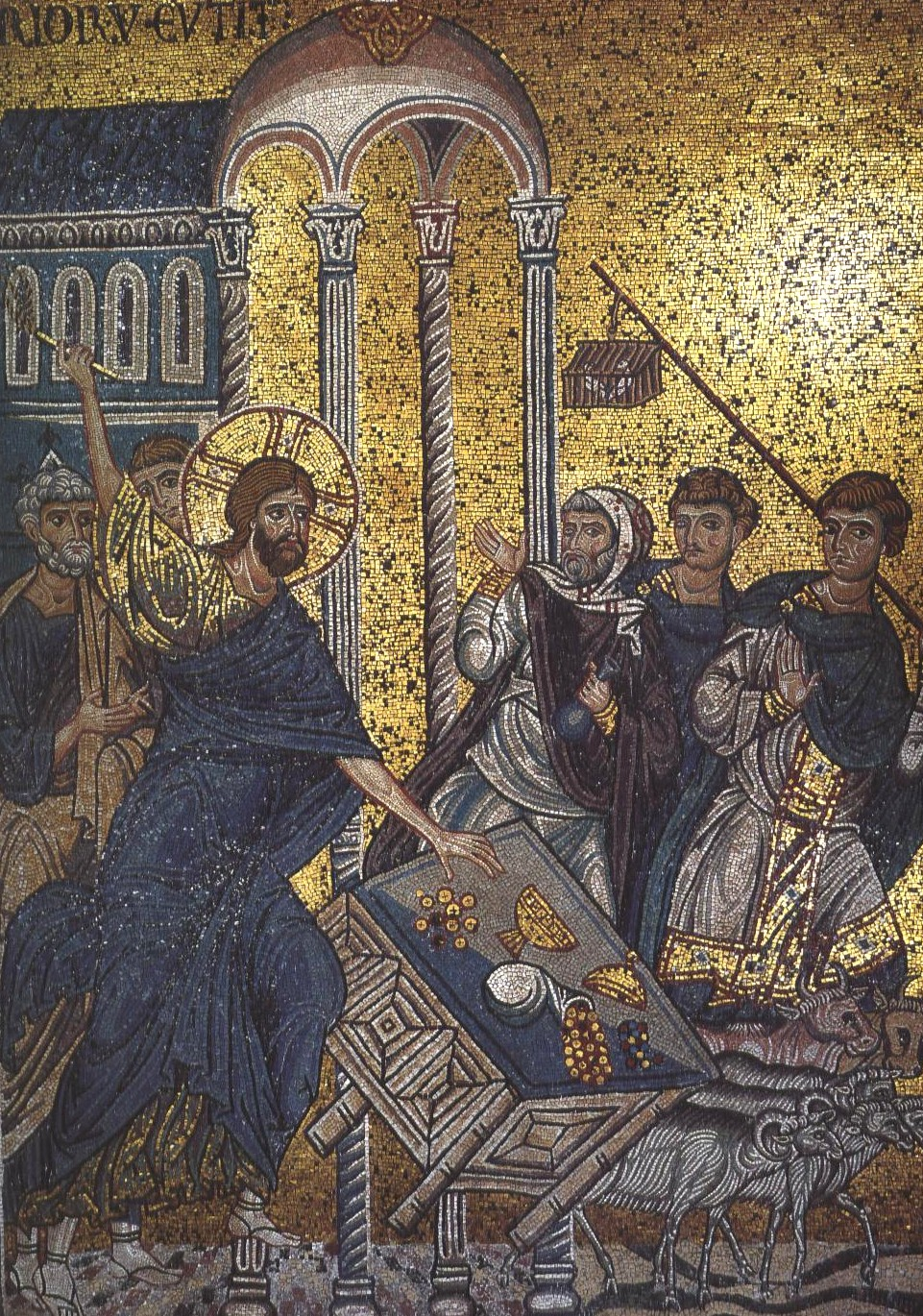
Изгнание торговцев из Храма

### Жития Апостолов Петра и Павла
Престолы боковых приделов собора освящены в честь Апостолов Петра (южный придел) и Павла (северный). В связи с этим мозаики, находящиеся в боковых апсидах и частично покрывающие стены ветвей трансепта посвящены соответственно житиям этих Апостолов.

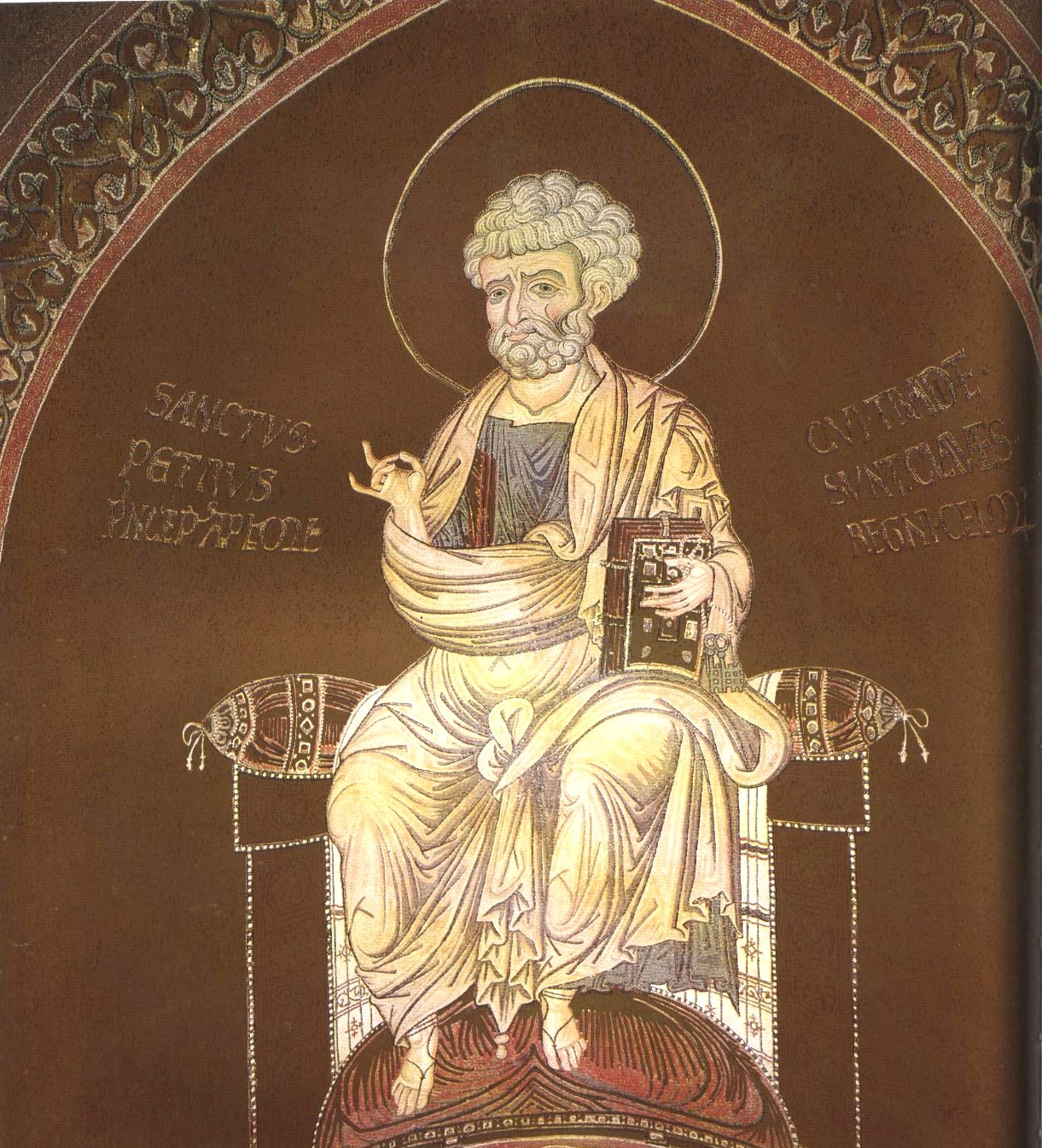
Апостол Пётр

Мозаичный образ Апостола Петра занимает конху южной (правой) апсиды. Пётр изображён сидящим на троне, правой рукой он благословляет молящихся, в левой руке держит Евангелие и традиционные в иконографии ключи Царствия Небесного.
Цикл мозаик южной ветви трансепта, посвящённых жизни Петра, включает в себя следующие изображения:
- Ангел освобождает Петра из темницы (Деян. 12:6—10),
- Освобождённый Пётр приходит в дом Иоанна Марка (Деян. 12:13—17),
- Пётр вместе с Иоанном Богословом исцеляют хромого при дверях Храма (Деян. 3:1—10),
- Пётр исцеляет расслабленного Енея (Деян. 9:32—35),
- Пётр воскрешает Тавифу (Деян. 9:36—42),
- Пётр и Павел встречаются в Риме,
- Пётр и Павел спорят с Симоном Волхвом в присутствии императора Нерона,
- Низвержение Симона Волхва,
- Распятие Петра.

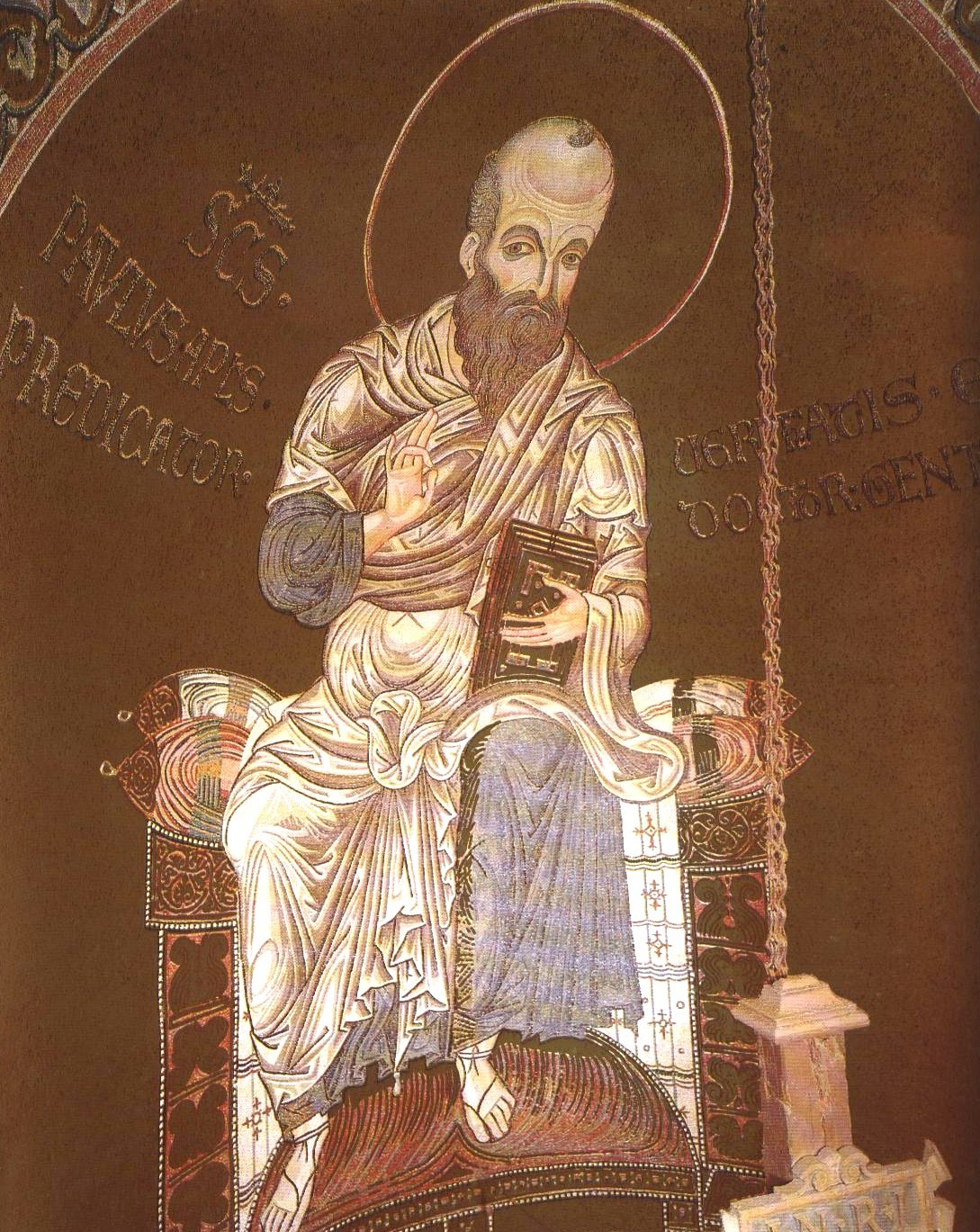
Апостол Павел

Симметрично образу Петра конху северной (левой) апсиды занимает изображение Апостола Павла. Подобно Петру Павел правой рукой благословляет молящихся, а в левой держит Евангелие, хотя и без привычного меча.
Цикл мозаик северной ветви трансепта, посвящённых жизни Павла, включает в себя следующие изображения:
- Савл получает от иудейских первосвященников письма в Дамаск (Деян. 10:1, 2),
- Явление Христа Савлу на дороге в Дамаск, ослепшего Савла ведут в Дамаск (Деян. 9:3—9; 22:6—11; 26:12—18),
- Беседа Анании и Савла (Деян. 9:17, 22:12—16)
- Крещение Савла (Деян. 9:18),
- Савл проповедует в Дамаске (Деян. 9:19—22),
- Христиане спускают Савла в корзине с городской стены (Деян. 9:23—25),
- Павел передаёт Силе и Тимофею постановления Апостольского собора,
- Мученическая кончина Павла.

## Клуатр монастыря

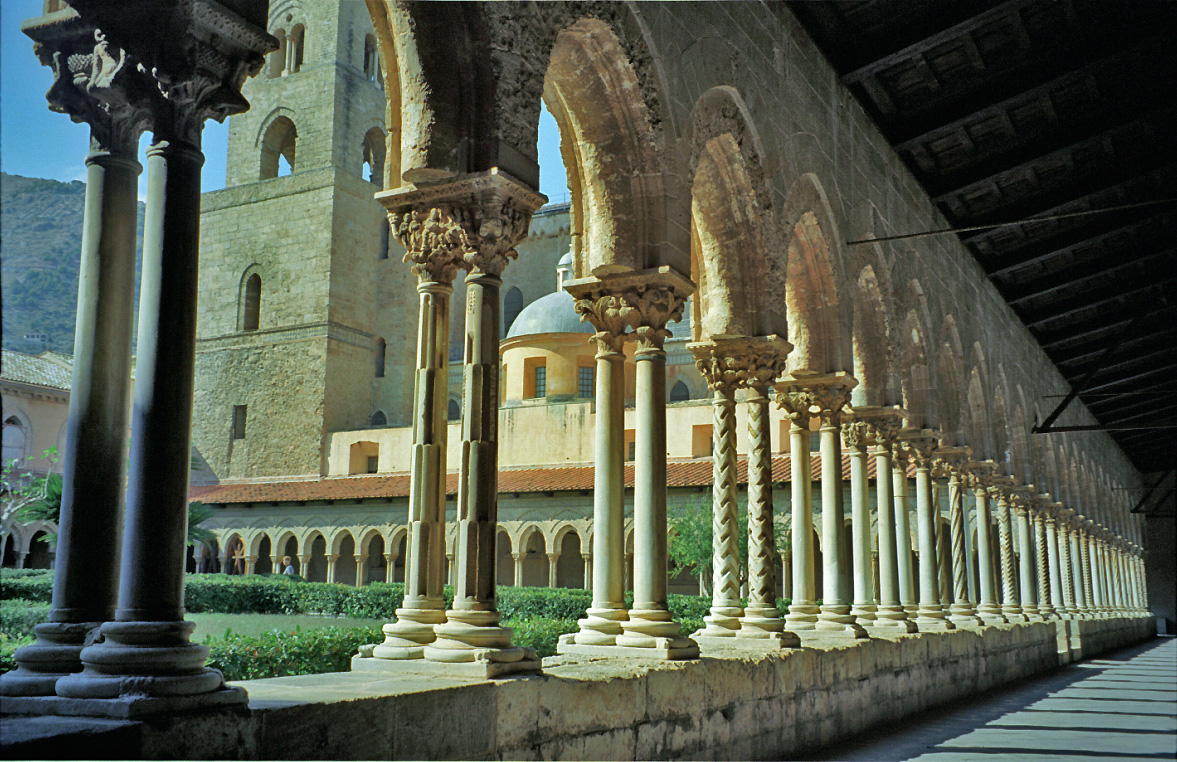
Восточная колоннада клуатра

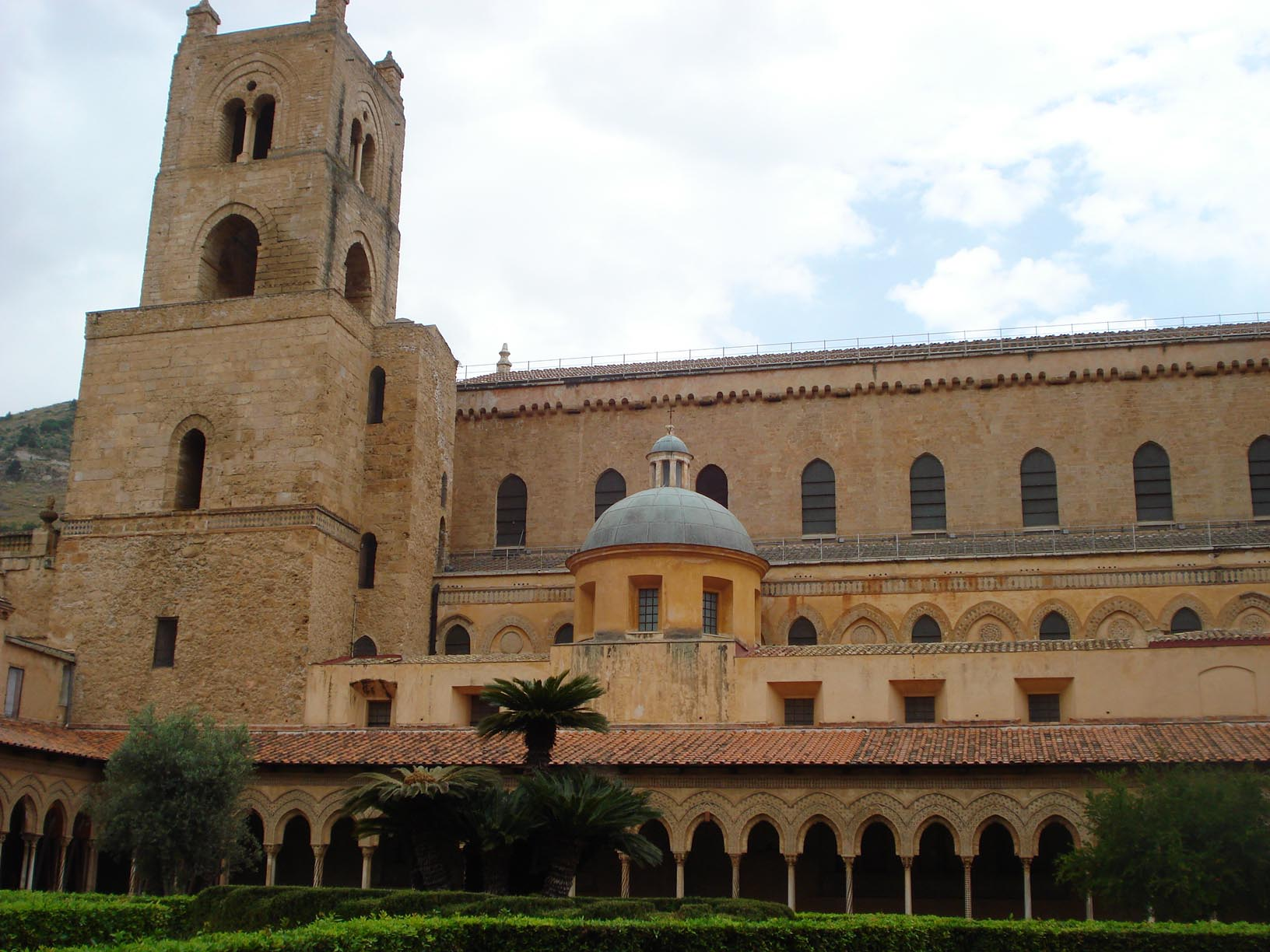
Вид на южный фасад собора из клуатра

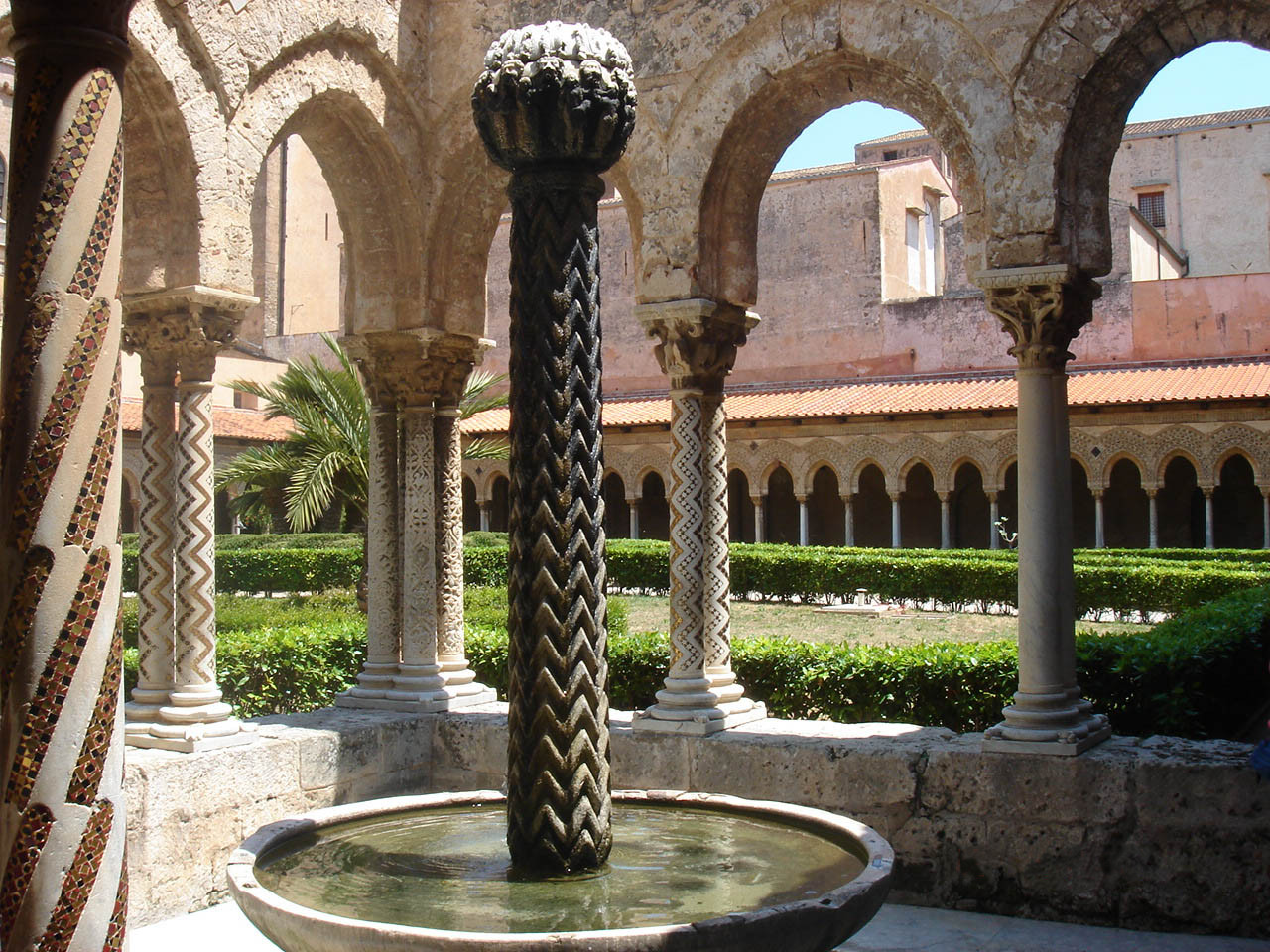
Фонтан в юго-западном углу клуатра

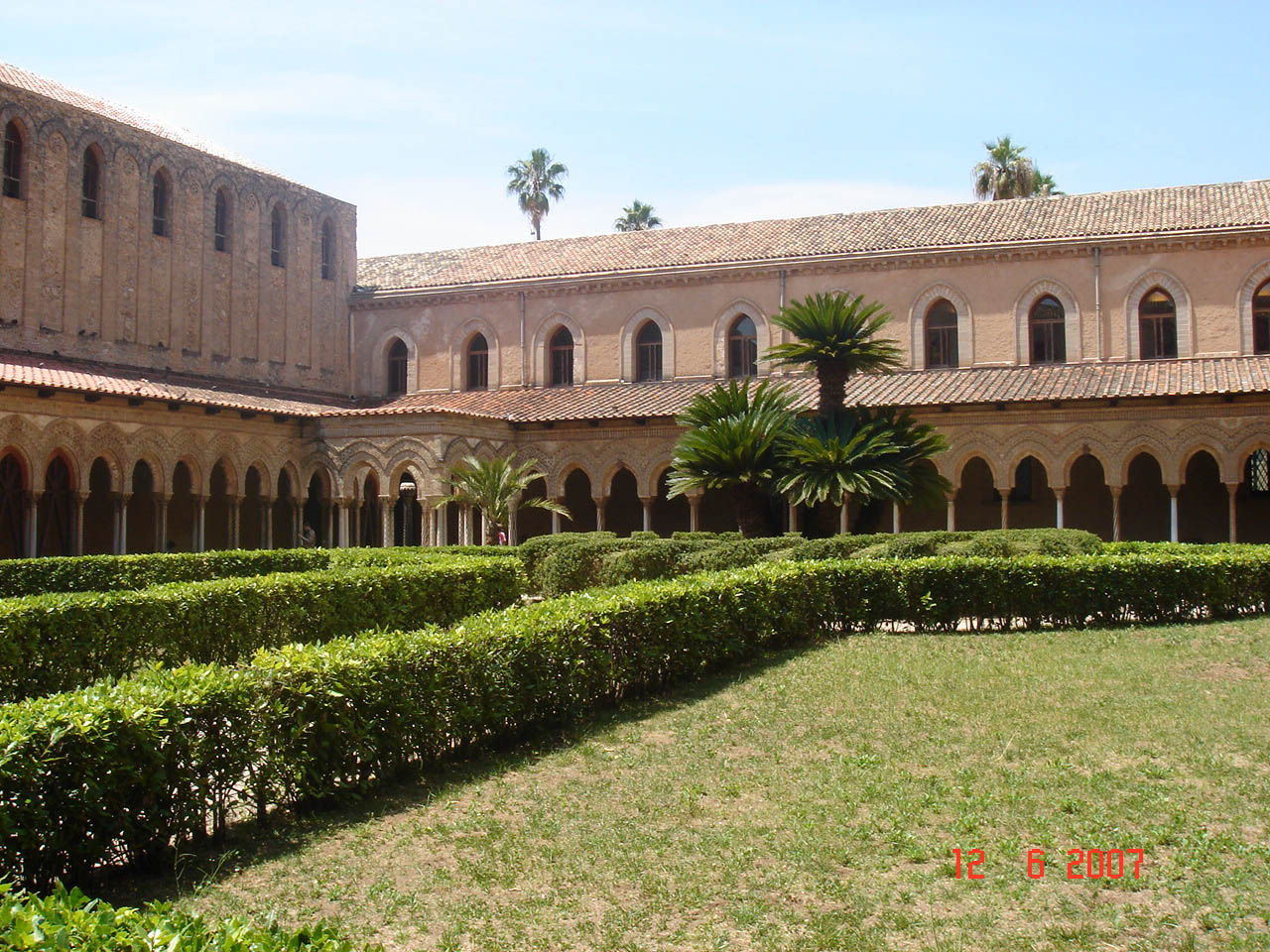
Вид на клуатр из северо-западного угла

К южной стороны собора примыкает возведённый по воле Вильгельма II Доброго клуатр (внутренний двор) некогда существовавшего бенедиктинского монастыря, являющийся наряду с самим собором ценнейшим памятником норманнской архитектуры. Композиция клуатра напоминает аналогичные внутренние дворики собора Чефалу и монастыря Сан-Джованни-дельи-Эремити (Палермо), но значительно превосходит их по масштабу замысла. Клуатр, представляет собой в плане правильный квадрат со стороной 47 метров, ограниченный колоннадой. Колоннада по виду является чисто арабской: 104 узких стрельчатых арки поддерживаются 208 (104 пары) колоннами с резными капителями.
Все колонны клуатра разнятся между собой и по материалу, и по характеру капители. Сами колонны выполнены из лавы и различных ценных пород камня, некоторые покрыты резьбой, мозаикой, инкрустациями из мрамора. Резные изображения на капителях (резьба по дереву) также разнообразны: библейские сюжеты (в их числе: Благовещение, притча о богаче и Лазаре, Самсон убивает льва, Самсон в доме блудницы из Газы), сцены из повседневной жизни (сбор урожая, охота), рыцарские поединки, языческие сюжеты (в том числе поклонение Митре), традиционные для Средних веков фантастические чудовища, изображение самого Вильгельма II, подносящего собор Богородице.
Детальное изучение 208 капителей позволило профессору Роберто Сальвини (1962) определить, что работы по устройству клуатра были выполнены группой из пяти мастеров, предположительно из Прованса. Сальвини идентифицировал мастеров по их излюбленным темам.
- Мастер Миссии Апостолов (англ. Master of the Mission of the Apostles) — автор 34 капителей. Стиль этого мастера определяется примечательными лицами персонажей, чётко обрисованными одеждами и тщательно выполненными контурами фигур, придающими им объём и внутреннюю теплоту.
- Мастер Посвящения (англ. Master of the Dedication) — автор 30 капителей. Его произведения отличаются тонкостью работы резца и точностью выполнения деталей, так что фигуры кажутся сжатыми наподобие средневековых миниатюр.
- Мастер Путти (англ. Master of the Putti) — автор 70 капителей, отличающихся разнообразием растительных орнаментов.
- Мастер Орлов (англ. Master of the Eagles) — автор 40 капителей, примечательных орнитологическими мотивами.
- Марморариус — автор оставшихся 34 капителей, в работах которого «усердие и терпение заменяют недостаточные мастерство и фантазию»[4]. Этот мастер остался единственным, оставившим своё имя потомкам (на одной из колонн северного ряда им вырезано: «Ego romanus filius Constantinus Marmorarius»).

Поверх арок выложен из лавы и известняка волнистый фриз. Над фризом расположен прерывающийся на уровне капителей бордюр, предназначенный для установки балок, поддерживавших временные навесы на случай непогоды.
В юго-восточном углу клуатра находится колонное ограждение, кьострино, с фонтаном, типичным для мусульманской (Магриб и Испания) архитектуры. По местному преданию, вода была подведена сюда по повелению Вильгельма II Доброго.
Клуатр поэтически описан Ги де Мопассаном в «Бродячей жизни»:

«Пусть те, кто любит монастырские дворы, пройдутся по двору этого монастыря, и они забудут почти все другие, какие они когда-либо видели…
…Чудесный монастырский двор в Монреале наполняет душу таким чувством красоты, что вы охотно остались бы в нём хоть навсегда. Он обширен, образует правильный квадрат, полон тонкого и пленительного изящества; тот, кто его не видел, не способен и представить себе, как может быть гармонична колоннада. Изысканная соразмерность, невероятная стройность этих лёгких колонн, идущих попарно, одна возле другой, причём все они разные — то выложенные мозаикой, то совсем гладкие, то украшенные несравненной по тонкости работы скульптурой или простым узором, вырезанным в камне и обвивающимся вокруг них, как растение, — сначала поражают взгляд, потом чаруют, восхищают и порождают ту эстетическую радость, которую глаза передают душе при виде вещей абсолютного художественного вкуса.

Подобно прелестным четам колонн, капители тоже тончайшей работы и тоже отличны друг от друга. И, что редко бывает, восхищаешься одновременно великолепным эффектом целого и совершенством деталей».

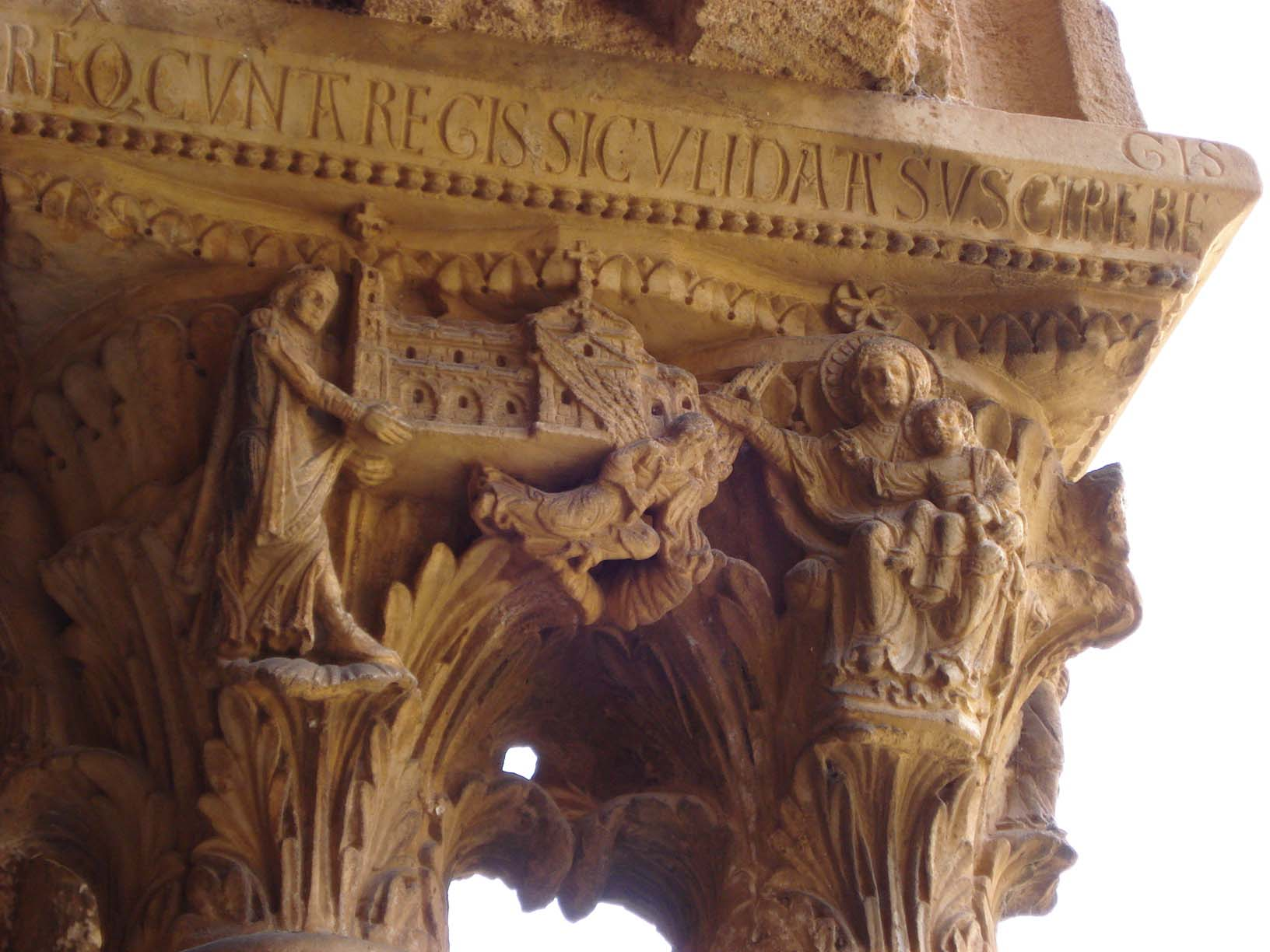
Вильгельм II преподносит собор Монреале Богородице
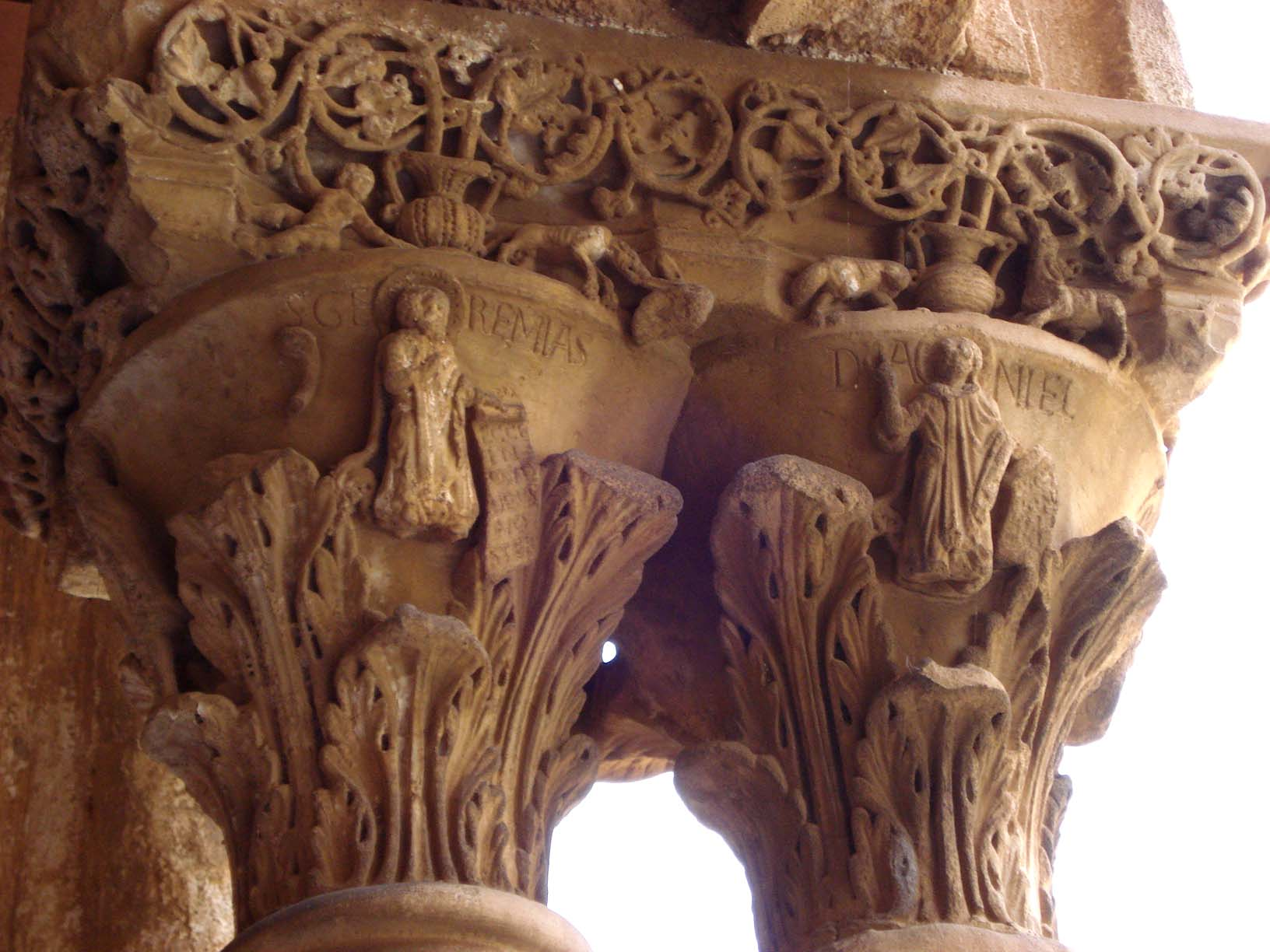
Пророки Иеремия и Даниил
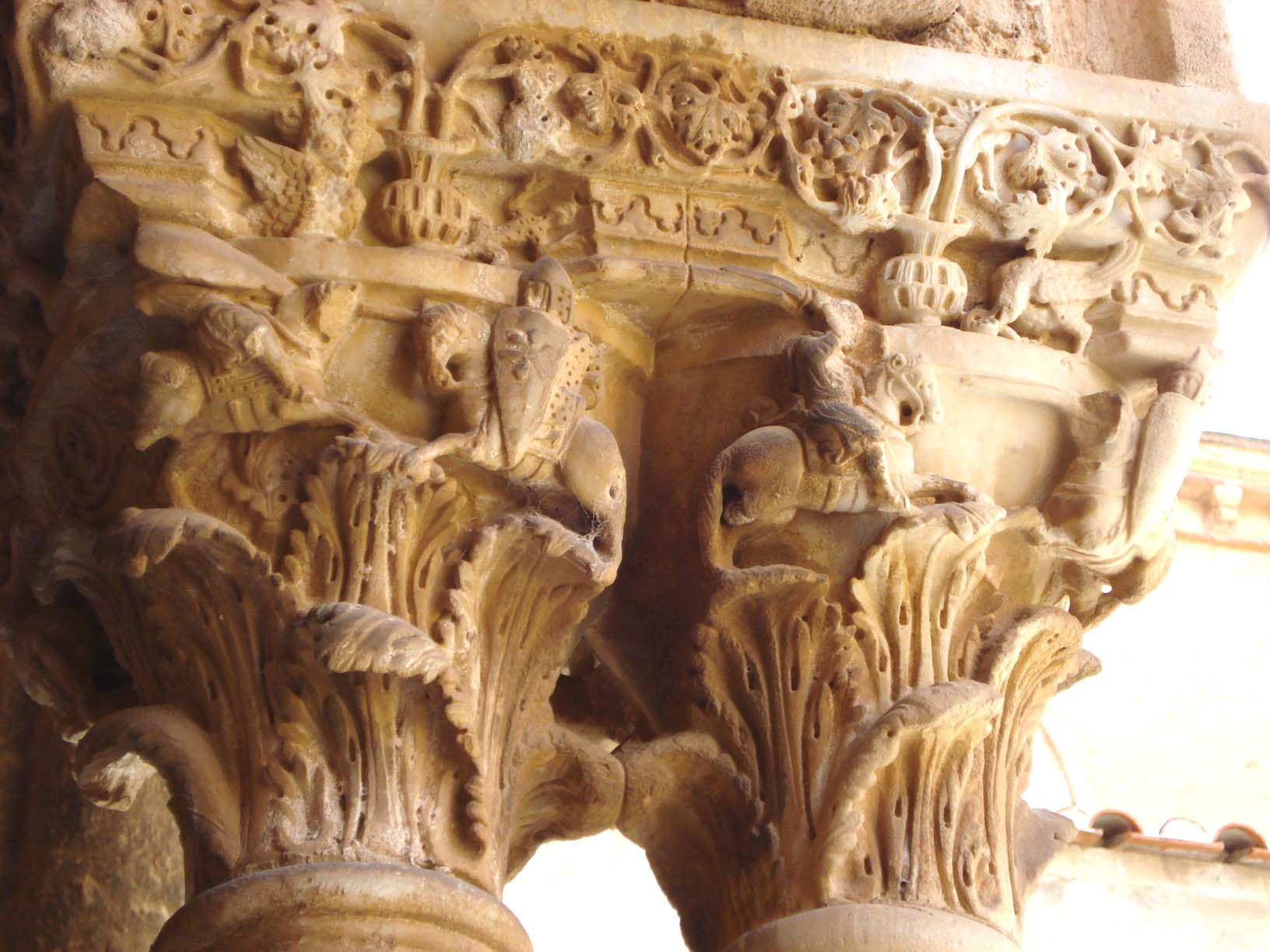
Рыцарский поединок
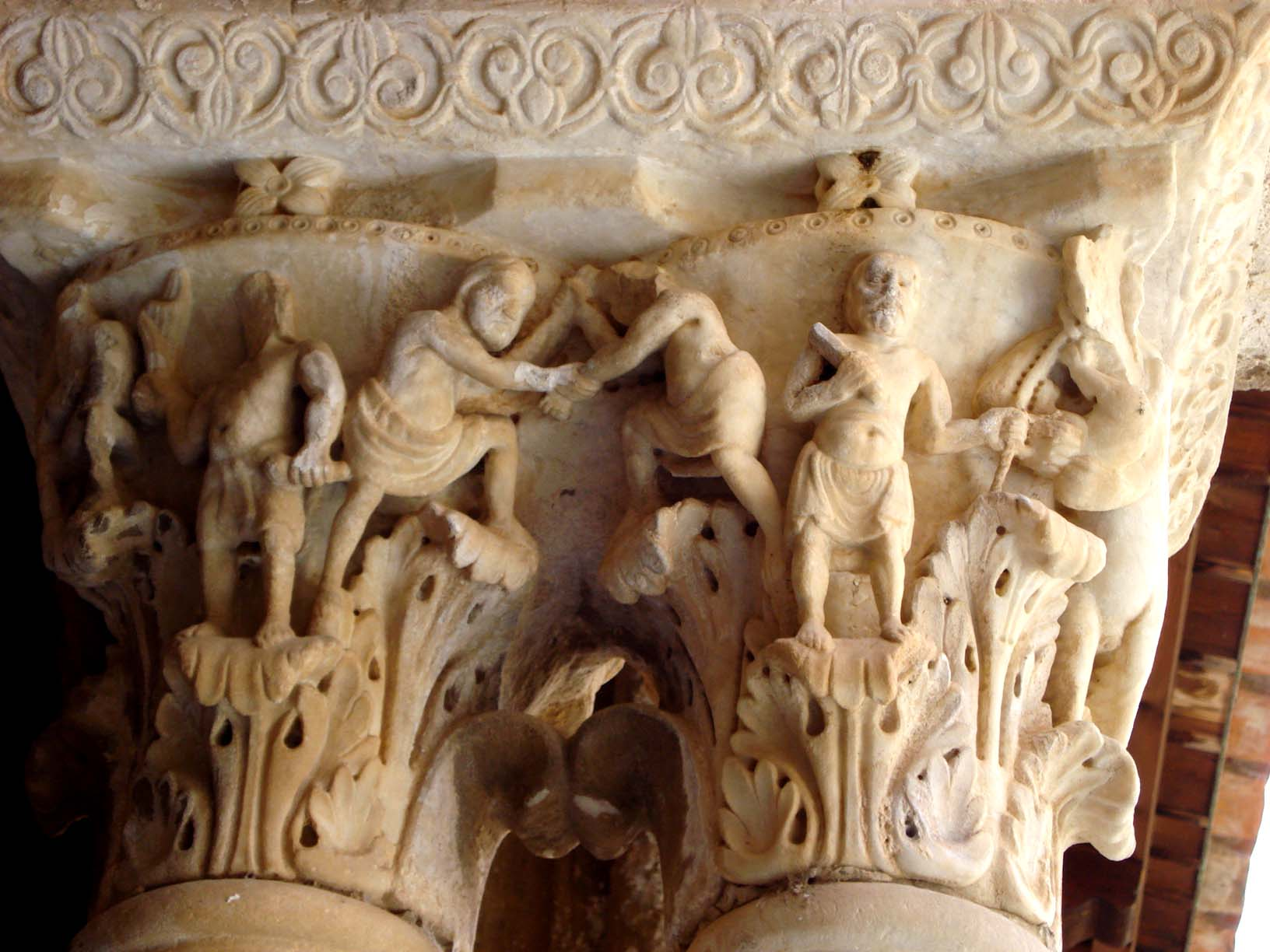
Борьба
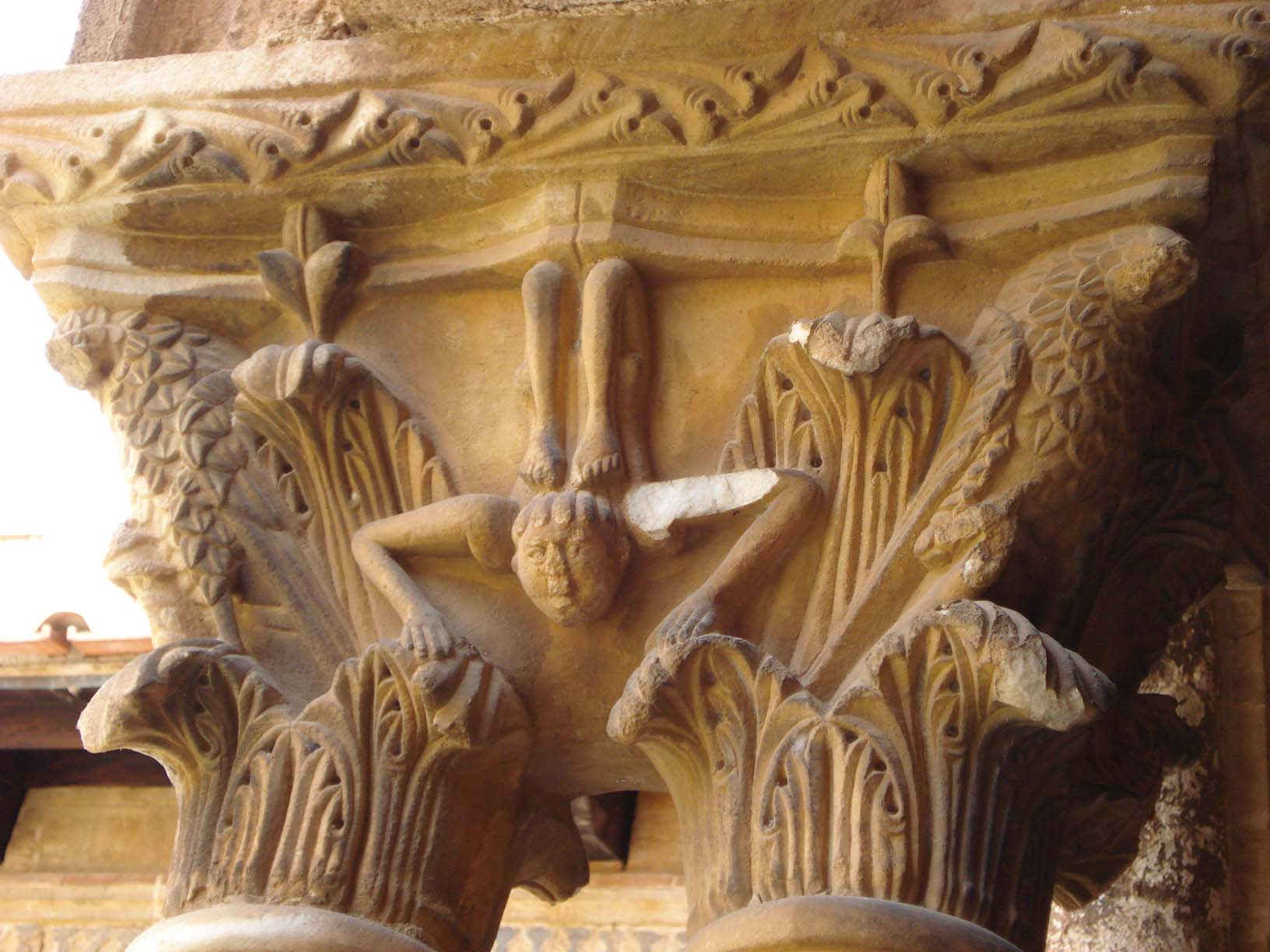
Акробат (возможно, символ Тринакрии — Сицилии
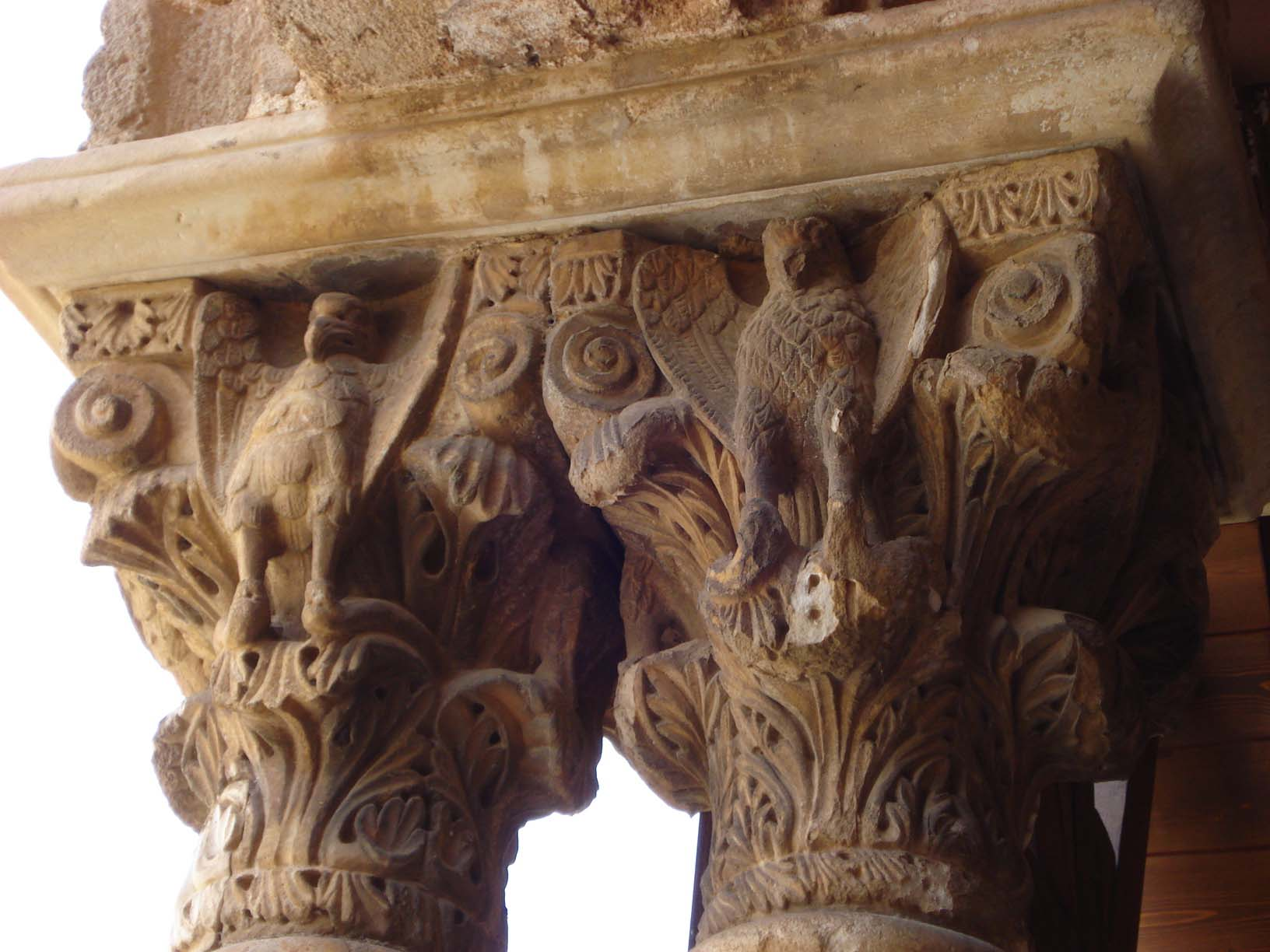
Грифоны
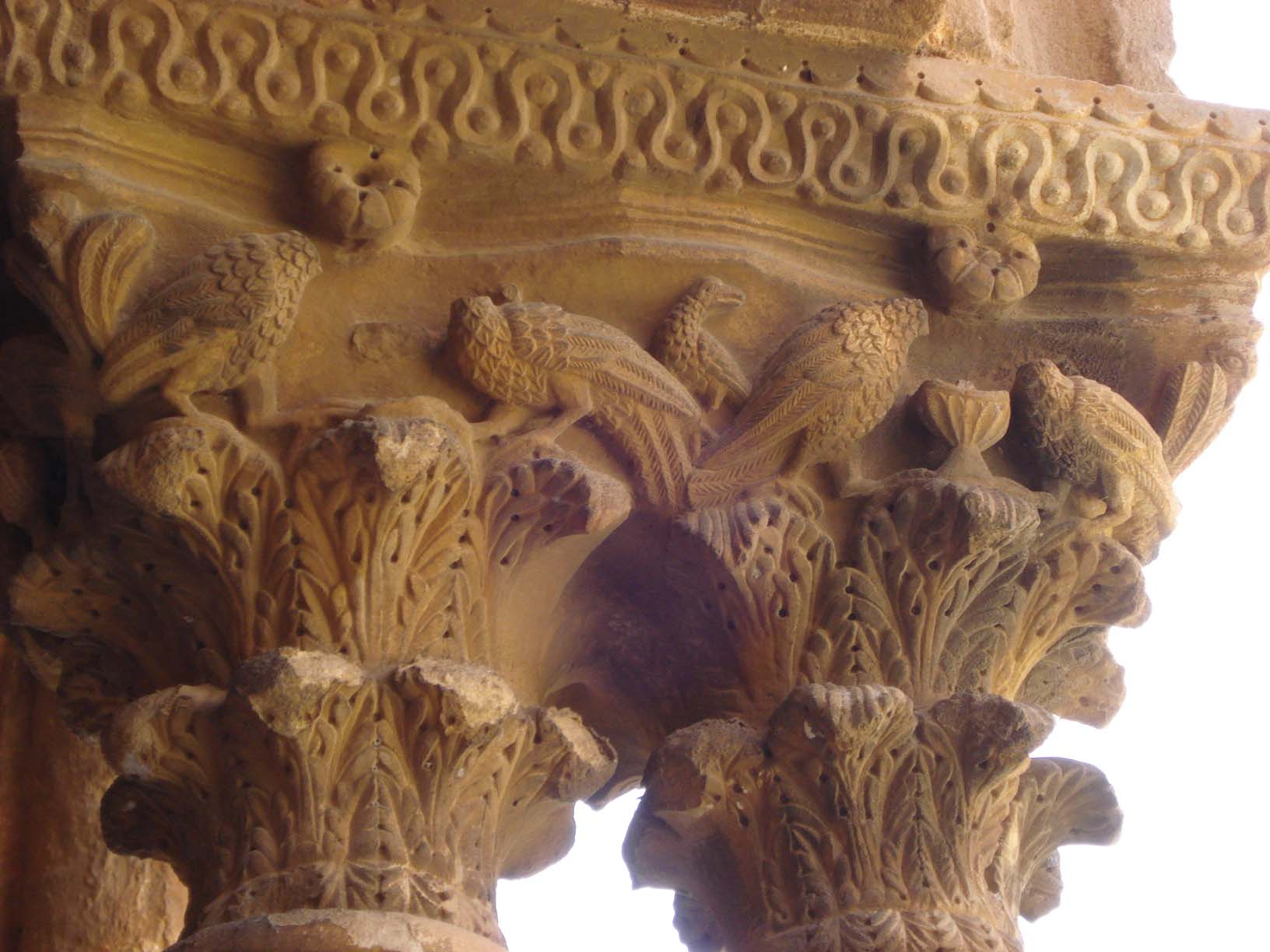
Павлины
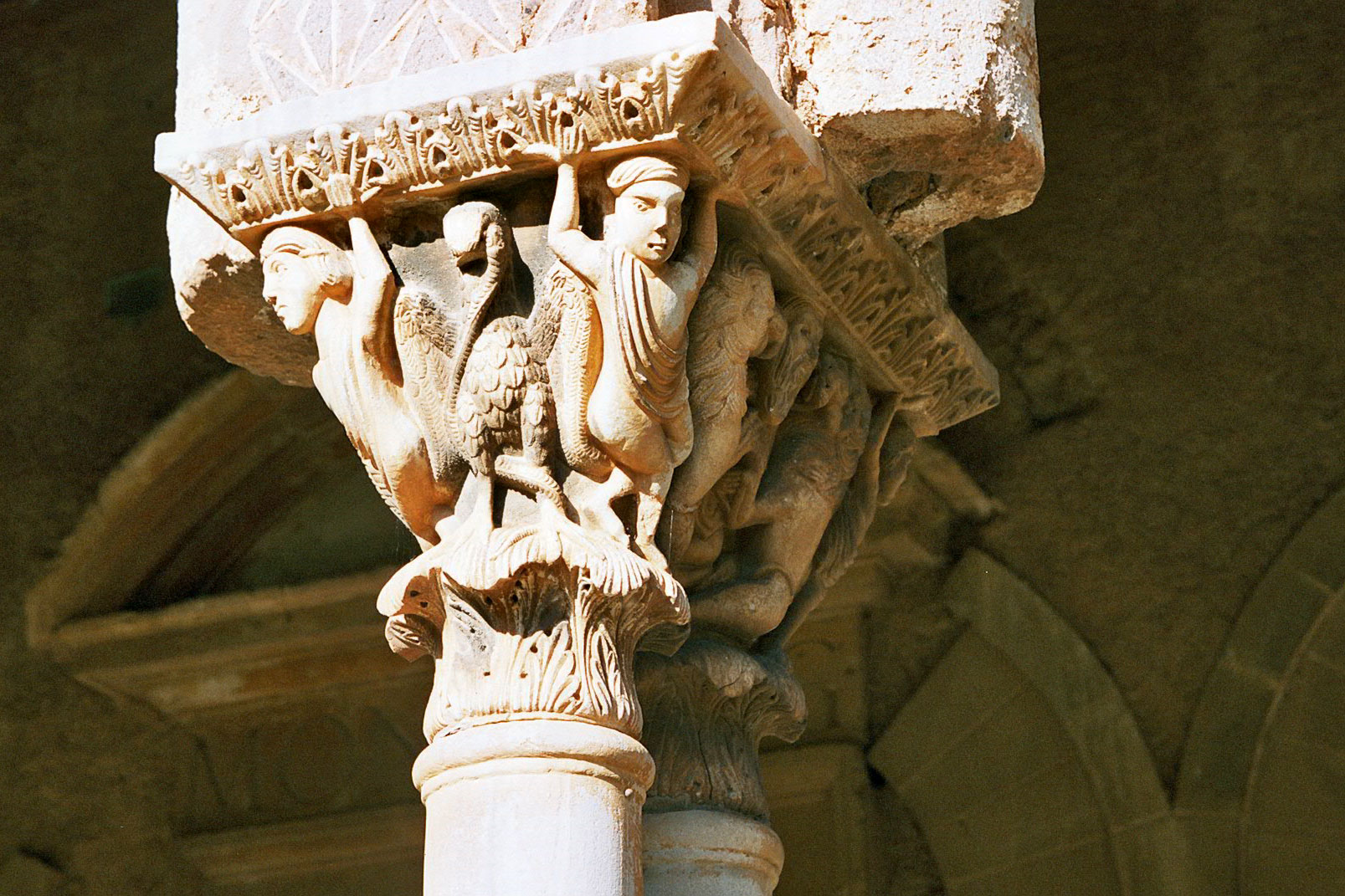
Атланты

## Собор Монреале в мировой культуре
С момента постройки собор Монреале занял уникальное положение среди кафедральных соборов Западной Европы, став «градообразующим» для своего города. Построенный буквально на пустом месте, среди охотничьих угодий, собор сразу стал центром большого архиепископства, и город Монреале возник вокруг своего собора. Жители Монреале называют свой собор «La Matrice» (буквально, «Мать»), подчёркивая тем самым исключительное значение здания для города. Образ Христа Пантократора жители Монреале уважительно, хоть и неточно, называют «Padre Eterno di Monreale».
С архитектурной точки зрения, собор Монреале является наиболее совершенным и наименее искажённым последующими перестройками памятником арабо-норманнской архитектуры на юге Италии. Влияние собора ощутимо во внешнем облике построек последнего периода норманнской эпохи (собор Палермо, церкви Маджионе (Палермо) и Санти-Пьетро-э-Паоло-д'Агро). Мозаики собора представляют собой один из наилучших образцов византийского искусства XII века.
Благодаря пожалованиям Вильгельма II Доброго Монреале представлял собой богатый фьеф, желанный для прелатов из влиятельных семей Европы. В разное время кафедру Монреале занимали представители семей Медичи, Фарнезе, Орсини, Колонна, Борджиа, Арагонского королевского дома. Все они, хоть часто и не живя в своей епархии, способствовали украшению своего собора. Кроме того, архиепископы Монреале, желая прославить свою епархию, покровительствовали научным исследованиям своего собора. В числе таких меценатов и исследователей заметное место занимают:
- архиепископ Арнольд де Реза (умер в 1324 году), собравший важнейшие исторические документы о строительстве собора в книге Codex Rexac, экземпляры которой находятся в Ватиканской библиотеке и Семинарской библиотеке Монреале,
- кардинал-архиепископ Алессандро Фарнезе,
- кардинал-архиепископ Лодовико II де Торрес (умер в 1609 году), выпустивший в 1596 году в Риме под псевдонимом Джан Луиджи Лелло книгу «Descrizione del Tempio e monastero di S. Maria Nuova», выдержавшую множество последующих изданий,
- Доменико Бенедетто Гравина (1807-1866), последний настоятель монастыря Монреале, руководивший работами по восстановлению собора после пожара 1811 года, опубликовавший в 1859 году двухтомную работу «Il Duomo di Monreale»[4].

Из многочисленных путешественников, посетивших собор и запечатлевших его в своих произведениях, русскому читателю наиболее известен Ги де Мопассан. В своей «Бродячей жизни» (1890) Мопассан восторженно описал как собор, так и клуатр монастыря. В 1845 году Монреале посетил император Николай I, на которого собор произвёл сильное впечатление. Воспоминание о посещении собора в 1910 году оставил и Андрей Белый:

Пиры познания ждали нас в Монреальском соборе, чуде мозаики, служившем Рихарду Вагнеру мотивом Сальвата [замок Грааля в «Парсифале»]; здесь в дни Рождества удивлялись роскошеству богослужений; и удивлялись здесь сочетанию фиолетовых и ярко-красных сутан с горожанами в рваных плащах, с носатыми лицами, спрятанными под тень капюшона; из тумана заклинькали колокола колоколенок множества здесь торчавших капелл.